# Royaume de Vijayanagara
1336–1565/1672
Entités précédentes :
- Hoysala

Entités suivantes :
- Royaume de Mysore
- Nayakas de Gingee, de Tanjore, de Madurai, de Chitradurga et de Keladi (ou de Bednore)
- Sultanats de Bijapur et de Golconde

Le royaume de Vijayanâgara ou royaume de Vijayanâgar, aussi appelé empire Vijayanagara (/vɪˌdʒəjəˈnɑːɡərə/), autrefois dit de Bisnagar, de Narsingue, ou encore de Carnate (de son nom originel ಕರ್ಣಾಟ ರಾಜ್ಯ (karṇāṭa rājya) ou ಕರ್ನಾಟಕ ಸಾಮ್ರಾಜ್ಯ (karnāṭaka sāmrājya)), est un État hindou de la fin du Moyen Âge qui règne sur une grande partie du sud de l'Inde. Il est fondé en 1336 par les frères Harihara Ier et Bukka Raya I (en) de la dynastie Sangama (en), membres d'une communauté de bergers qui revendiquent la lignée des Yadava (bergers).
Le royaume prend de l'importance comme point culminant des tentatives des puissances du Sud pour repousser les invasions musulmanes à la fin du XIIIe siècle. À son apogée, il soumet presque toutes les dynasties dirigeantes du sud de l'Inde et pousse les sultanats du Deccan au-delà de la région du Doab des rivières Tungabhadra et Krishna, en plus d'annexer le royaume Gajapati (en) (Odisha) jusqu'au fleuve Krishna, devenant ainsi l'un des États les plus importants en Inde. Le territoire de l'empire couvrait la plupart des superficies des États indiens actuels du Karnataka, de l'Andhra Pradesh, du Tamil Nadu, de Goa et certaines parties du Telangana, du Maharashtra et du Kerala.
Le royaume s'étend jusqu'en 1646, bien que sa puissance décline considérablement après une défaite militaire majeure lors de la bataille de Talikota en 1565 par les armées combinées des sultanats du Deccan. Le royaume doit son nom à sa capitale, Vijayanagara (aujourd'hui Hampi), dont les vastes ruines sont désormais inscrites au patrimoine mondial de l'UNESCO au Karnataka. La richesse et la renommée du royaume inspirent les visites et les écrits de voyageurs européens médiévaux tels que Domingo Paes (en), Fernão Nunes (en) et Niccolò de'Conti. Ces récits de voyage, la littérature contemporaine et l'épigraphie dans les langues locales, ainsi que les fouilles archéologiques modernes à Vijayanagara fournissent de nombreuses informations sur l'histoire et la puissance du royaume.
L'héritage du royaume comprend des monuments répartis dans le sud de l'Inde, dont les plus connus sont ceux de Hampi. Différentes traditions de construction de temples du sud et du centre de l’Inde sont fusionnées dans le style architectural Vijayanagara. Cette synthèse inspire des innovations architecturales dans la construction des temples hindous. Une administration efficace et un commerce extérieur vigoureux apportent de nouvelles technologies dans la région, telles que des systèmes de gestion de l'eau pour l'irrigation. Le mécénat du royaume permet aux beaux-arts et à la littérature d'atteindre de nouveaux sommets en canarais ou kannada, télougou, tamoul et sanskrit, des sujets tels que l'astronomie, les mathématiques, la médecine, la fiction, la musicologie, l'historiographie et le théâtre gagnent en popularité. La musique classique du sud de l'Inde, la musique carnatique, évolue vers sa forme actuelle. L’empire Vijayanagara crée une époque dans l’histoire du sud de l’Inde qui transcende le régionalisme en promouvant l'hindouisme comme facteur unificateur.

## Noms alternatifs
Karnata Rajya (royaume de Karnata) est un autre nom pour le royaume Vijayanagara, utilisé dans certaines inscriptions  et œuvres littéraires de l'époque de Vijayanagara, notamment l'œuvre sanscrite Jambavati Kalyanam du roi Krishnadevaraya et l'œuvre télougou Vasu Charitamu. Selon les historiens tels que Vasundhara Kavali-Filliozat, Bhaskar Anand Saletore (en), Pandurangrao Bhimrao Desai (en) et Ram Sharma, bien que Robert Sewell (en) ait mentionné le royaume sous le nom de « Karnataka », il choisit « Vijayanagar » dans le titre parce qu'il redoutait les frictions entre canarais et télougous si l'autre terme était privilégié. Selon les documents historiques existants tels que les inscriptions des ruines historiques du royaume, il est appelé Karnataka Samrajya (littéralement « Empire du Karnataka »),,.
Les Européens appelaient parfois le royaume de Vijayanagara « le royaume de Narasinga », (Narsingue en français), un nom dérivé de « Narasimha » par les Portugais. On ne sait pas si le nom dérive de Saluva Narasimha Deva Raya (en) ou de Narasimha Raya II (en).

## Histoire

### Origine
Au début du XIVe siècle les guerres et les pillages des raids du sultanat de Delhi musulman, conduits notamment par le commandant Malik Kafur entre 1307 et 1311 mettent à mal les royaumes hindous de l'Inde méridionale. Les États hindous du Deccan – l'empire Yadava de Devagiri, la dynastie Kakatiya de Warangal et l'empire Pandya de Madurai – sont les principales cibles. En 1336, les états de la région du haut Deccan (aujourd'hui Maharashtra et Telangana) sont vaincue par les armées du sultan Alauddin Khalji et de Muhammad bin Tughluq du sultanat de Delhi,.
Plus au sud, dans la région du Deccan, le commandant Hoysala, Singeya Nayaka-III, déclare son indépendance après la défaite et la capture des territoires de l'empire Yadava par les forces musulmanes du sultanat de Delhi en 1294,. Il crée le royaume de Kampili près de Gulbarga et de la rivière Tungabhadra, dans le nord-est de l'État actuel du Karnataka. Le royaume s'effondre après une défaite face aux armées du sultanat de Delhi et lors de leur défaite, la population commet un jauhar (suicide de masse rituel) vers 1327,. Le royaume de Vijayanagara est fondé en 1336 CE en tant que successeur des royaumes hindous jusqu'ici prospères des Hoysalas, des Kakatiyas et des Yadavas, le royaume séparatiste de Kampili ajoutant une nouvelle dimension à la résistance à l'invasion musulmane du sud de l'Inde,.
Deux théories sont proposées concernant les origines linguistiques du royaume Vijayanagara. La première est que Harihara Ier et Bukka I (en), les fondateurs du royaume, sont des kannadiga (en) (ou canarais) et des commandants de l'armée de l'empire Hoysala stationnés dans la région de Tungabhadra pour repousser les invasions musulmanes du nord de l'Inde,,. Une autre théorie est que Harihara et Bukkaraya sont des télougous, d'abord associés au royaume de Kakatiya, qui prennent le contrôle des parties nord du royaume Hoysala pendant son déclin. On pense qu'ils sont capturés par l'armée d'Ulugh Khan à Warangal. Selon la tradition, basée sur un récit télougou, les fondateurs sont soutenus et inspirés par Vidyaranya, un saint du monastère de Sringeri, pour lutter contre l'invasion musulmane de l'Inde du Sud,, mais le rôle de Vidyaranya dans la fondation du royaume Vijayanagara n'est pas certain.

### Sous la dynastie des Sangama
Au cours des deux premières décennies après la fondation du royaume, Harihara Ier prend le contrôle de la majeure partie de la zone au sud de la rivière Tungabhadra et obtint le titre de « maître des mers orientales et occidentales » (Purvapaschima Samudradhishavara). En 1374, Bukka Raya I (en), successeur d'Harihara Ier, vainc la chefferie d'Arcot, les Reddys de Kondavidu et le sultan de Madurai (en), et prend le contrôle de Goa à l'ouest et de la rivière Tungabhadra- Krishna au nord,,. La capitale d'origine du royaume se trouve dans la principauté d'Anegondi, sur la rive nord de la rivière Tungabhadra, dans l'actuel Karnataka. Elle est déplacée à Vijayanagara pendant le règne de Bukka Raya Ier car il est plus facile de se défendre contre les armées musulmanes, qui attaquent constamment depuis les terres du nord.
Le royaume de Vijayanagara étant désormais de stature impériale, Harihara II (en), le deuxième fils de Bukka Raya I, consolide encore le royaume au-delà de la rivière Krishna et le sud de l'Inde est contrôlé par le royaume de Vijayanagara. Le dirigeant suivant, Deva Raya I (en), réussit contre les Gajapatis d'Odisha et entreprend des travaux de fortification et d'irrigation. Firuz Bahmani du sultanat de Bahmani conclut un traité avec Deva Raya I en 1407 qui oblige ce dernier à payer à Bahmani un tribut annuel de « 100 000 huns, cinq maunds de perles et cinquante éléphants ». Le sultanat envahit Vijayanagara en 1417 lorsque ce dernier ne paye pas le tribut. De telles guerres pour le paiement du tribut par Vijayanagara se sont répétées au XVe siècle.
Deva Raya II (en) (dont la littérature contemporaine fait l'éloge sous le nom de Gajabetekara)  accède au trône en 1424. Il est probablement le dirigeant le plus prospère de la dynastie Sangama. Il réprime les seigneurs féodaux rebelles et les Zamorin de Calicut et Quilon dans le sud. Il envahit le Sri Lanka et devient le suzerain des rois de Birmanie à Pégou et Tenasserim. En 1436, les chefs rebelles de Kondavidu et les dirigeants de Velama sont vaincus avec succès et doivent accepter la suzeraineté de Vijayanagara. Après quelques années de tranquillité, des guerres éclatent avec le sultanat bahaméen en 1443 avec quelques succès et quelques revers. Le visiteur persan Firishta décrit les préparatifs de guerre de Deva Raya II, qui comprennent l'augmentation de ses armées avec des archers et de la cavalerie musulmans, comme étant la cause du conflit. L'ambassadeur perse contemporain Abdur Razzak attribue la guerre au sultan bahamani capitalisant sur la confusion causée par une révolte interne au sein du royaume Vijayanagara, y compris une tentative d'assassinat du Raya par son frère.

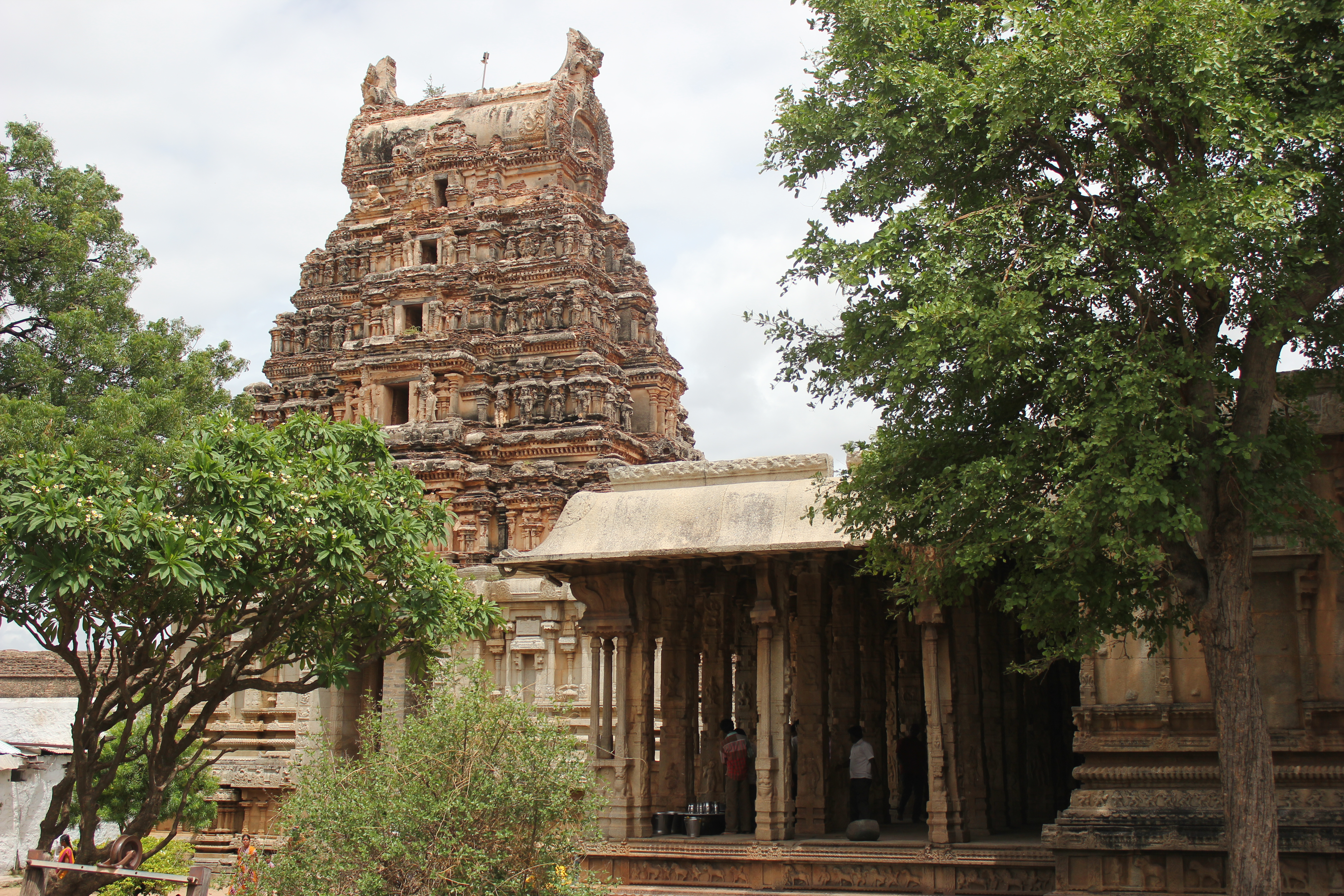
Vue de la tour et du mantapa du temple Ragunatha à Hampi

Deva Raya II est remplacé par son fils aîné Mallikarjuna Raya (en) en 1446. Le roi Gajapati supprime le contrôle Vijayanagara sur le pays tamoul en occupant les royaumes Reddi de Rajahmundry, Kondaveedu, Kanchipuram et Tiruchirapalli. Ces défaites réduisent le prestige du royaume Vijayanagara. Le successeur de Mallikarjuna, Virupaksha Raya II (en) mène une vie de plaisir, ce qui conduit à la perte de Goa et d'une grande partie du Karnataka au profit du sultanat de Bahmani. Son gouverneur Saluva Narasimha réduit la perte de territoire en détenant la quasi-totalité de la côte de l'Andhra Pradesh au sud de la rivière Krishna, Chittoor, les deux Arcots et Kolar. Saluva Narashimha vainc les Gajapatis et tient Udayagiri, chasse les Pandyas de Tanjore et prend la procession de Machilipatnam et Kondaveedu. Il vainc plus tard les forces bahmanies et récupère la plupart des pertes antérieures du royaume.

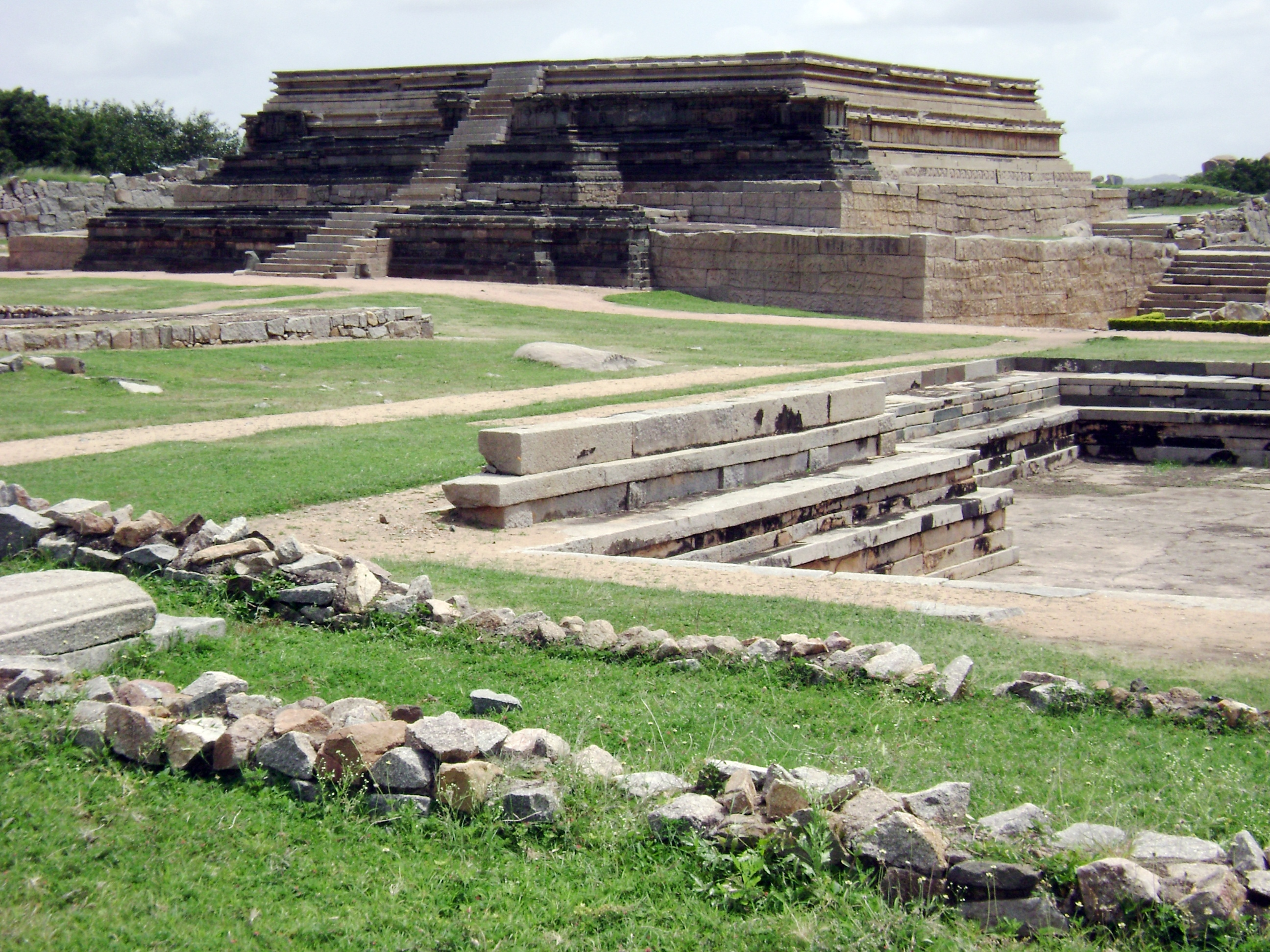
« Plate-forme du trône » ou « Plate-forme de la victoire » ou « Mahanavami Dibba » ou « Dussera Dibba ». Cette structure survivante se trouve dans l'enceinte royale.

### Coups d'États des dynasties Sâluva puis Tuluva
Après la mort de Virupaksha Raya II en 1485, Saluva Narasimha Deva Raya (en) mène un coup d'État qui met fin au règne dynastique tout en continuant à défendre le royaume contre les raids des sultanats créés à partir de la désintégration continue du sultanat de Bahmani dans son nord. Saluva Narasimha laisse ses deux fils adolescents sous la garde du général Tuluva Narasa Nayaka (en) qui défend le royaume contre leurs ennemis traditionnels, le roi Gajapati et le sultan Bahamani. Il maîtrise les chefs rebelles des territoires Chera, Chola et Pandya. Malgré de nombreuses tentatives de la part des nobles et des membres de la famille royale pour le renverser, Narasa Nayaka conserve le contrôle en tant que roi régent jusqu'en 1503.
En 1503, le fils de Narasa Nayaka, Vira Narasimha, fait assassiner le prince Immadi Narasimha de la dynastie Saluva et prend le pouvoir lors d'un coup d'État, devenant ainsi le premier des dirigeants de la dynastie Tuluva. Cela ne s'est pas bien passé avec les nobles qui se sont révoltés. Voyant les troubles internes grandir, le roi Gajapati et le sultan Bahamani commencent à empiéter sur le royaume alors même que les gouverneurs d'Ummattur, Adoni et Talakad s'entendent pour capturer la région du doab de la rivière Tungabhadra-Krishna du royaume. Le royaume passe sous le règne de Krishna Deva Raya en 1509, un autre fils de Tuluva Narasa Nayaka. Initialement, Krishnadevaraya fait face à de nombreux obstacles, notamment des nobles mécontents, le chef rebelle d'Ummattur dans le sud, un royaume Gajapati renaissant sous le roi Prataparudra, une menace croissante du nouveau sultanat Adil Shahi de Bijapur sous Yusuf Adil Khan et l'intérêt portugais pour le contrôle de la côte occidentale. N'étant pas du genre à se laisser décourager par ces pressions, il renforce et consolide le royaume, une victoire à la fois. Il engage à la fois des hindous et des musulmans dans son armée. Au cours des décennies suivantes, le royaume recouvre le sud de l'Inde et se défend avec succès contre les invasions des cinq sultanats du Deccan établis au nord,.

### Hégémonie
Le royaume atteint son apogée sous le règne de Krishna Deva Raya (environ 1509 à 1529), lorsque les armées de Vijayanagara sont constamment victorieuses. Le royaume gagne des territoires autrefois sous les sultanats dans le nord du Deccan, tels que Raichur et Gulbarga du sultanat de Bahamani, des territoires de l'est du Deccan à la suite des guerres avec le sultan Quli Qutb Shahi de Golkonda et la région de Kalinga des Gajapatis d'Odisha. Cela s'ajoute à la présence déjà établie dans le sud du Deccan. De nombreux monuments importants sont achevés ou commandés à l'époque du roi Krishnadevaraya.
Krishna Deva Raya est remplacé par son jeune demi-frère Achyuta Deva Raya (en) en 1529. À la mort d'Achyuta Deva Raya en 1542, Sadashiva Raya (en), le neveu adolescent d'Achyuta Raya, est nommé roi, et Rama Raya (en), le gendre de Krishna Deva Raya, devint le gardien. Lorsque Sadashiva Raya est assez vieux pour affirmer sa prétention indépendante sur le trône, Rama Raya fait de lui un prisonnier et devient le dirigeant de facto. Il embauche des généraux musulmans dans son armée grâce à ses précédentes relations diplomatiques avec les sultanats et se fait appeler « Sultan du monde ». Cela comprend à la fois des Deccanis recrutés partout dans le Deccan ou des Occidentaux au-delà du golfe Persique. Il s'immisce activement dans les affaires intérieures des différents sultanats et oppose les puissances musulmanes les unes aux autres, tout en s'imposant comme le dirigeant de la puissance régionale la plus puissante et la plus influente. Cela fonctionne pendant un certain temps mais fait décroitre sa popularité. Il conclut un traité commercial avec les Portugais pour arrêter l'approvisionnement en chevaux de Bijapur, puis vainc le dirigeant de Bijapur et inflige des défaites humiliantes à Golconde et Ahmednagar.

### Défaite et déclin

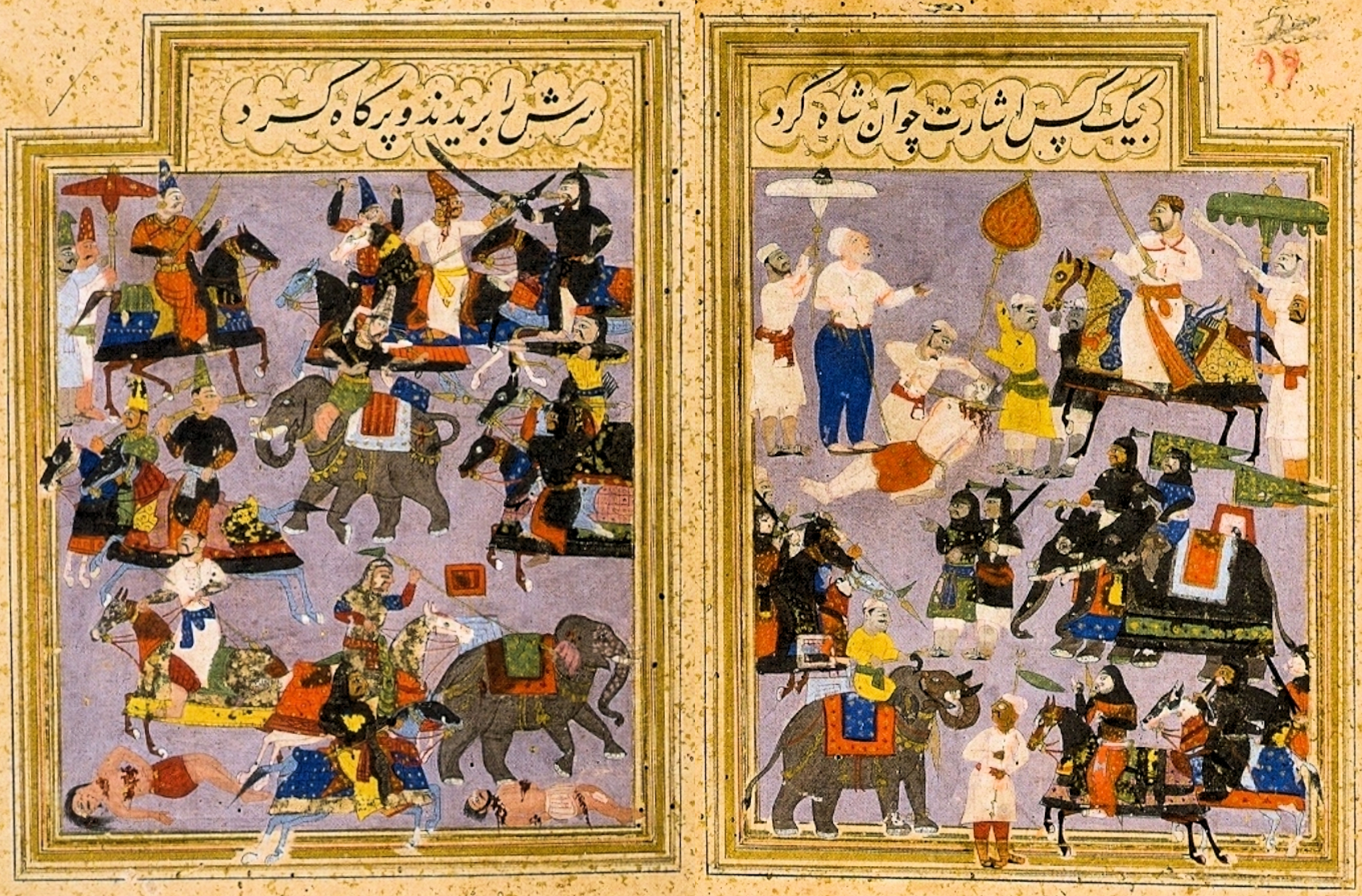
Panorama de la bataille de Talikota (1565). Dans le panneau de droite, Hussain Nizam Shah I (montant à cheval) ordonne la décapitation de Rama Raya (règne de 1542 à 1565), le dirigeant vaincu de Vijaianagara.

Finalement, les sultanats du Deccan au nord de Vijayanagara s'unissent et attaquent l'armée de Rama Raya en janvier 1565 lors de la bataille de Talikota. Concernant la défaite de Vijayanagara au combat, Kamath estime que les armées du Sultanat, bien que numériquement désavantagées, sont mieux équipées et entraînées. Leur artillerie est dirigée par des hommes armés turcs experts, tandis que l'armée de Vijayanagara dépend de mercenaires européens utilisant une artillerie obsolète. La cavalerie du Sultanat monte des chevaux persans rapides et utilise des lances de quinze à seize pieds de long, ce qui leur donne une plus grande portée, et leurs archers utilisent des arbalètes en métal qui permettent à leurs flèches d'atteindre de plus longues distances. En comparaison, l'armée de Vijayanagara dépend d'éléphants de guerre lents, une cavalerie chevauchant principalement des chevaux plus faibles élevés localement et brandissant des javelots à plus courte portée, et leurs archers utilisent des arcs traditionnels en bambou avec une portée plus courte. Richard Eaton soutient que l'infériorité de Vijayanagara est due à l'échec de Krishna Raya à investir dans la technologie militaire dans les années qui suivent Raichur, car sa victoire contre une armée technologiquement supérieure l'amène à sous-estimer la valeur de la technologie.
Malgré ces inconvénients, Kamath, Hermann Kulke et Dietmar Rothermund conviennent que la vaste armée de Vijayanagara semble avoir le dessus jusqu'à ce que deux généraux musulmans (identifiés comme les frères mercenaires Gilani selon Kamath) changent de camp et s'associent aux sultanats pour inverser la tendance de manière décisive en faveur des sultanats. Les généraux capturent Rama Raya et le décapitent, et le sultan Hussain fait bourrer la tête coupée de paille pour l'exposer ,,. La décapitation de Rama Raya crée la confusion et le chaos dans l'armée de Vijayanagara, qui est complètement mise en déroute. L'armée des sultanats pille Hampi et la réduit à l'état de ruine dans lequel elle se trouve aujourd'hui.
Après la mort de Rama Raya, Tirumala Deva Raya (en) fonde la dynastie Aravidu, fonde une nouvelle capitale de Penukonda pour remplacer Hampi détruit et tente de reconstituer les restes du royaume Vijayanagara. Tirumala abdique en 1572, partageant les restes de son royaume entre ses trois fils. Les successeurs de la dynastie Aravidu gouvernent la région, mais le royaume s'effondre en 1614 et les derniers vestiges disparaissent en 1646, à la suite des guerres continues avec le sultanat de Bijapur et d'autres ,,. Au cours de cette période, davantage de royaumes du sud de l'Inde sont devenus indépendants et séparés de Vijayanagara, notamment les Naïck de Chitradurga (en), les Naïck de Keladi (en), le royaume de Mysore, le royaume Nayak de Gingee (en), royaume Nayak de Tanjore (en) et les Nayaks de Madurai.

## Administration

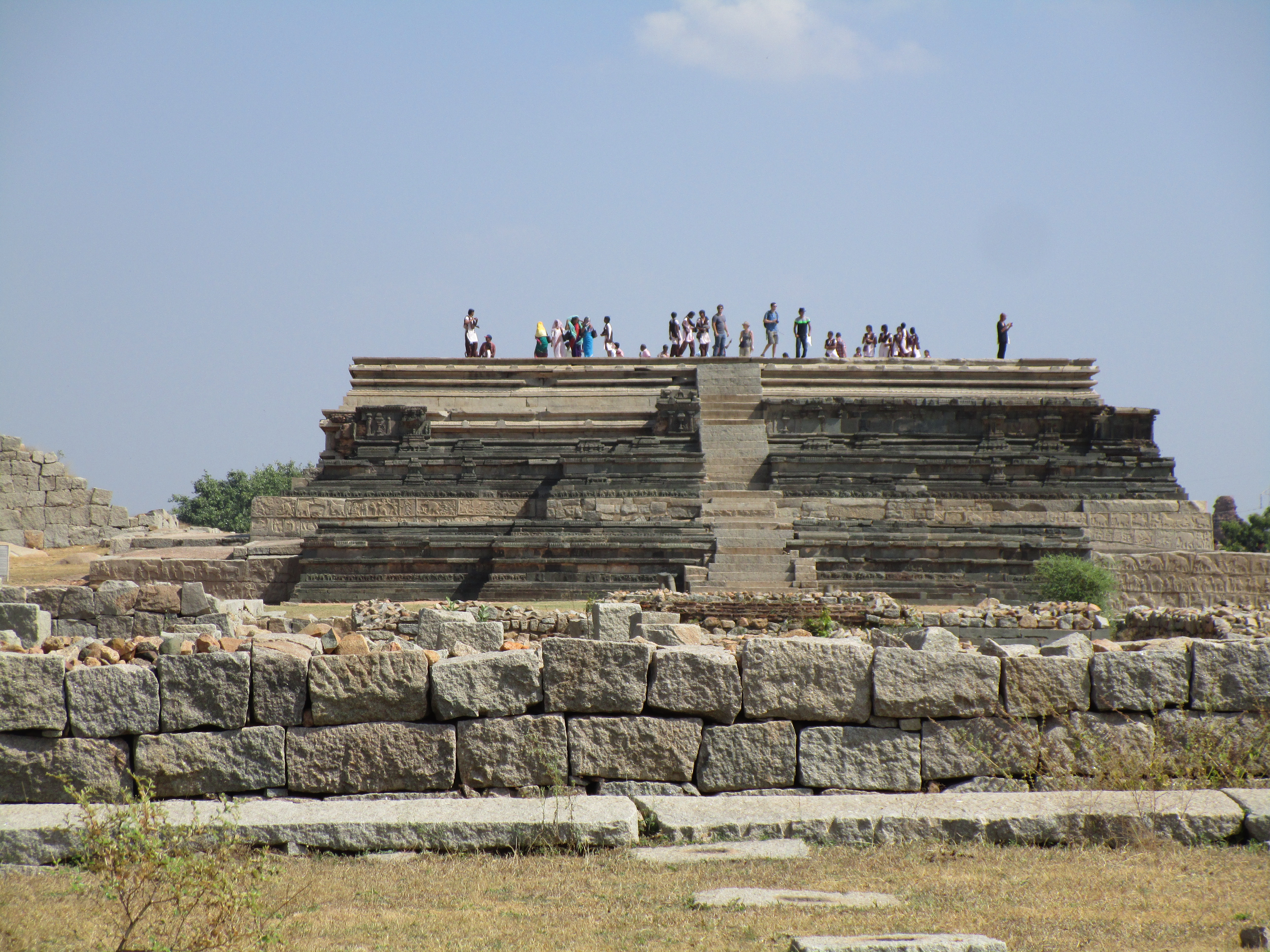
Touristes au sommet de la plate-forme Mahanavami dans l’enceinte royale.

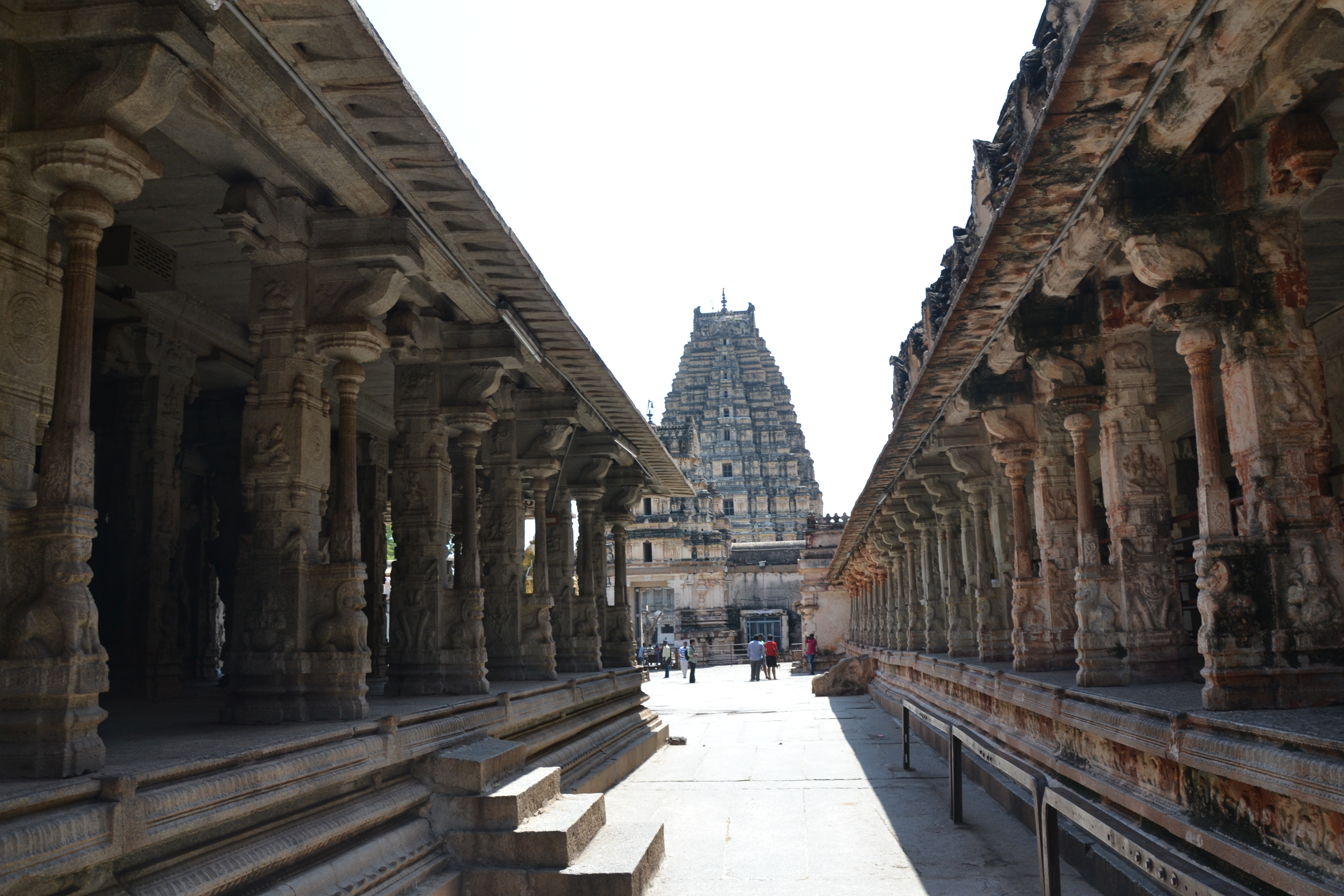
Couloir au temple de Hampi, la capitale de Vijayanagara.

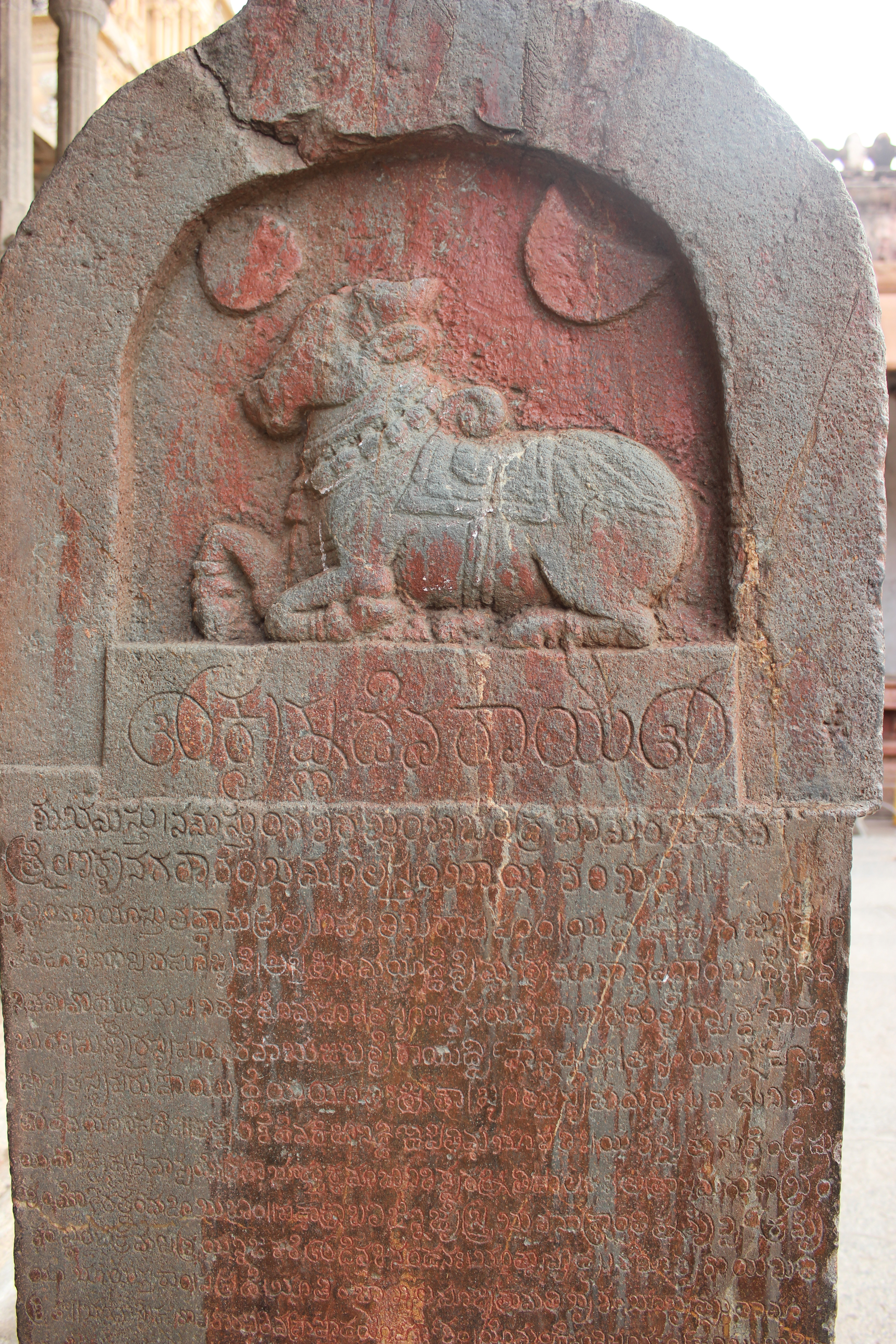
Inscription kannada du roi Krishnadeva Raya, datée de 1509, au temple Virupaksha à Hampi, décrivant son couronnement et la construction du grand mantapa ouvert

Les dirigeants du royaume Vijayanagara maintiennent des méthodes administratives développées par leurs prédécesseurs, les royaumes Hoysala, Kakatiya et Pandya. Le roi, le ministère, le territoire, le fort, le trésor, l'armée et l'allié forment les sept éléments essentiels qui influençent tous les aspects de la gouvernance. Le roi est l'autorité ultime, assisté d'un cabinet de ministres (Pradhana) dirigé par le premier ministre (Mahapradhana). D'autres titres importants enregistrés sont ceux de secrétaire en chef (Karyakartha ou Rayaswami) et d'officiers impériaux (Adhikari). Tous les ministres et officiers de haut rang doivent suivre une formation militaire. Un secrétariat près du palais du roi emploie des scribes et des officiers pour tenir à jour les archives rendues officielles au moyen d'un sceau de cire imprimé de l'anneau du roi. Aux niveaux administratifs inférieurs, de riches propriétaires féodaux (Gowdas) supervisent les comptables (Karanikas ou Karnam) et les gardes (Kavalu). L'administration du palais est divisée en 72 départements (Niyogas), chacun ayant plusieurs servantes choisies pour leur jeunesse et leur beauté (certaines importées ou capturées lors de batailles victorieuses) qui sont formées pour gérer des questions administratives mineures et pour servir les hommes de la noblesse en tant que courtisanes ou concubines.
Le royaume est divisé en cinq provinces principales (Rajya), chacune dirigée par un commandant (Dandanayaka ou Dandanatha) et dirigée par un gouverneur, souvent issu de la famille royale, qui utilisait la langue maternelle à des fins administratives. Un Rajya est divisé en régions (Vishaya, Vente ou Kottam) puis divisé en comtés (Sime ou Nadu), eux-mêmes subdivisés en municipalités (Kampana ou Sthala). Les familles héréditaires dirigent leurs territoires respectifs et payaient tribut au royaume, tandis que certaines régions, comme Keladi et Madurai, relèvent de la supervision directe d'un commandant.
Sur le champ de bataille, les commandants du roi mènent les troupes. La stratégie de guerre du royaume implique rarement des invasions massives ; le plus souvent, il emploie des méthodes à petite échelle telles que l'attaque et la destruction de forts individuels. Le royaume est parmi les premiers en Inde à utiliser l'artillerie à longue portée, généralement pilotée par des artilleurs étrangers. Les troupes militaires sont de deux types : l'armée personnelle du roi directement recrutée par le royaume et l'armée féodale placée sous chaque feudataire. L'armée personnelle du roi Krishnadevaraya est composée de 100 000 fantassins, 20 000 cavaliers et plus de 900 éléphants. L'armée entière serait composée de plus de 1,1 million de soldats, dont jusqu'à 2 millions sont enregistrés, ainsi qu'une marine dirigée par un Navigadaprabhu (commandant de la marine). L'armée est recrutée dans toutes les classes de la société, soutenue par la collecte d'hommages féodaux supplémentaires auprès des dirigeants féodaux, et se composait d'archers et de mousquetaires portant des tuniques matelassées, d'hommes-boucliers avec des épées et des poignards à la ceinture, et de soldats portant des boucliers si grands que l'armure n'était pas nécessaire. nécessaire. Les chevaux et les éléphants sont entièrement blindés et les éléphants avaient des couteaux attachés à leurs défenses pour faire un maximum de dégâts au combat.
La capitale dépend de systèmes d'approvisionnement en eau construits pour canaliser et stocker l'eau, garantissant ainsi un approvisionnement constant tout au long de l'année. Les vestiges de ces systèmes hydrauliques donnent aux historiens une idée des méthodes de distribution des eaux de surface alors en vigueur dans les régions semi-arides du sud de l’Inde. Les archives contemporaines et les notes des voyageurs étrangers décrivent d'immenses réservoirs construits par les ouvriers. Les fouilles mettent au jour les restes d'un système de distribution d'eau bien connecté existant uniquement dans l'enceinte royale et les grands complexes de temples (ce qui suggère qu'il est destiné à l'usage exclusif de la royauté et pour des cérémonies spéciales) avec des canaux sophistiqués utilisant la gravité et des siphons pour transporter l'eau à travers canalisations. Dans les zones agricoles fertiles proches de la rivière Tungabhadra, des canaux sont creusés pour guider l'eau de la rivière vers les réservoirs d'irrigation. Ces canaux sont dotés d'écluses qui sont ouvertes et fermées pour contrôler le débit de l'eau. Dans d'autres régions, l'administration encourage le creusement de puits, qui sont surveillés par les autorités administratives. Les grands chars de la capitale sont construits avec le patronage royal tandis que les plus petits chars sont financés par des individus fortunés pour acquérir des mérites sociaux et religieux.

## Économie

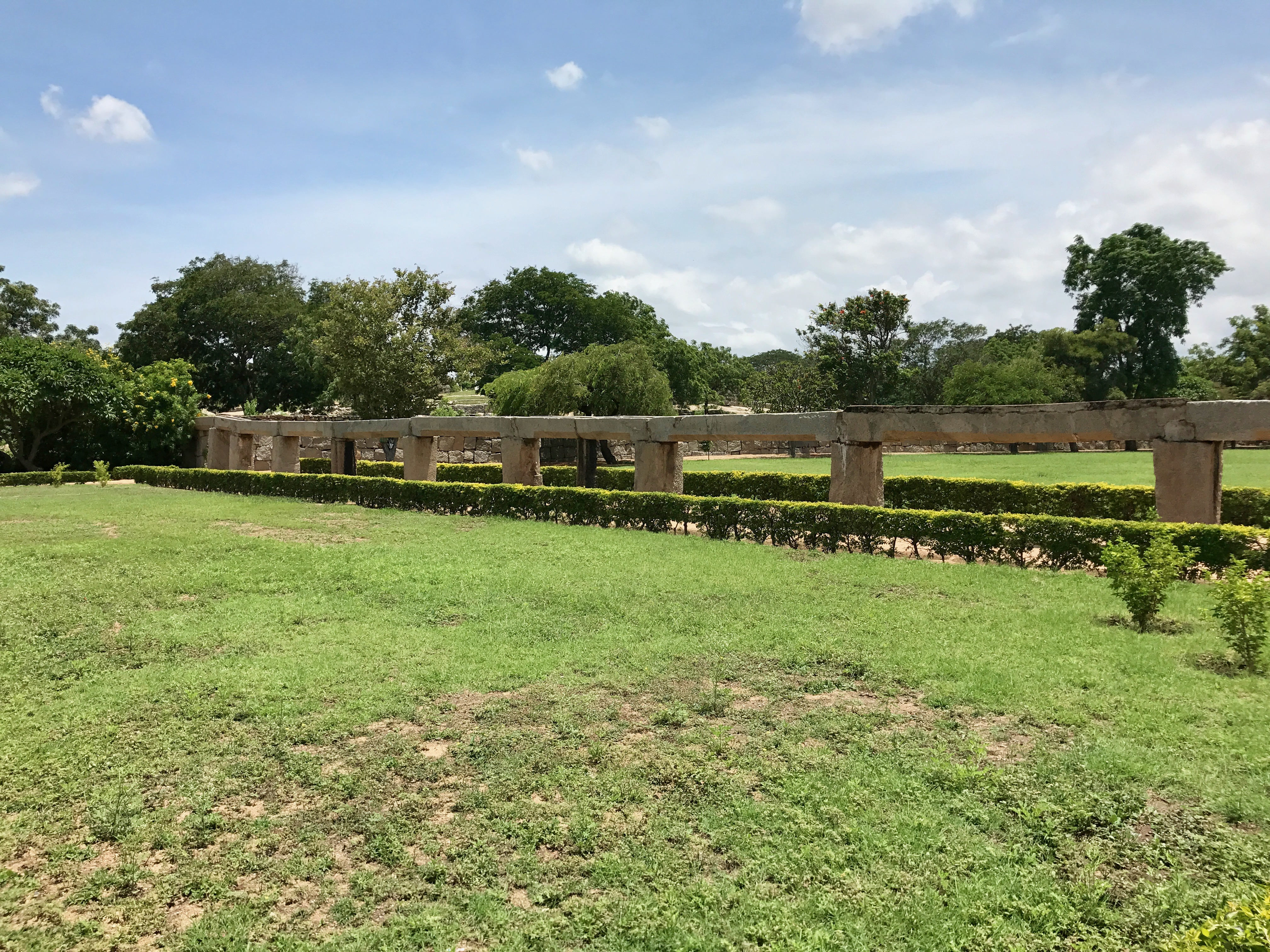
Canal d'eau surélevé ou aqueduc pour ville.

L'économie du royaume dépend largement de l'agriculture. Le blé, le sorgho (jowar), le coton et les légumineuses poussent dans les régions semi-arides, tandis que la canne à sucre et le riz prospèrent dans les zones pluvieuses. Les feuilles de bétel, l'arec (à mâcher) et la noix de coco sont les principales cultures commerciales, et la production de coton à grande échelle approvisionne les centres de tissage de la dynamique industrie textile du royaume. Des épices telles que le curcuma, le poivre, la cardamome et le gingembre poussent dans la région reculée des collines de Malnad et sont transportées vers la ville pour le commerce. La capitale du royaume est un centre d'affaires florissant qui comprend un marché florissant de grandes quantités de pierres précieuses et d'or. La construction prolifique de temples a fourni de l'emploi à des milliers de maçons, sculpteurs et autres artisans qualifiés.
Selon Abdur Razzak, une grande partie du royaume est fertile et bien cultivée. La plupart des producteurs sont des fermiers et se voient accorder le droit de propriété partielle des terres au fil du temps. Les politiques fiscales encourageant la production nécessaire établissent des distinctions entre les utilisations des terres pour déterminer les prélèvements fiscaux. Par exemple, la disponibilité quotidienne des pétales de rose sur le marché est importante pour les parfumeurs, de sorte que la culture des roses bénéficiait d'une taxation moins élevée. La production de sel et la fabrication de salines sont contrôlées par des moyens similaires. La fabrication du ghee (beurre clarifié), qui est vendu comme huile pour la consommation humaine et comme combustible pour les lampes d'éclairage, est rentable. Les exportations vers la Chine s'intensifient et comprennent du coton, des épices, des bijoux, des pierres semi-précieuses, de l'ivoire, de la corne de rhinocéros, de l'ébène, de l'ambre, du corail et des produits aromatiques tels que des parfums. De grands navires en provenance de Chine effectuaient de fréquentes escales et apportaient des produits chinois dans les 300 ports du royaume, grands et petits, sur la mer d'Arabie et la baie du Bengale. Les ports de Mangalore, Honavar, Bhatkal, Barkur, Cochin, Cannanore, Machilipatnam et Dharmadam sont importants car ils fournissaient non seulement des ports sûrs pour les commerçants d'Afrique, d'Arabie, d'Aden, de la mer Rouge, de Chine et du Bengale, mais certains servaient également de centres de construction navale.

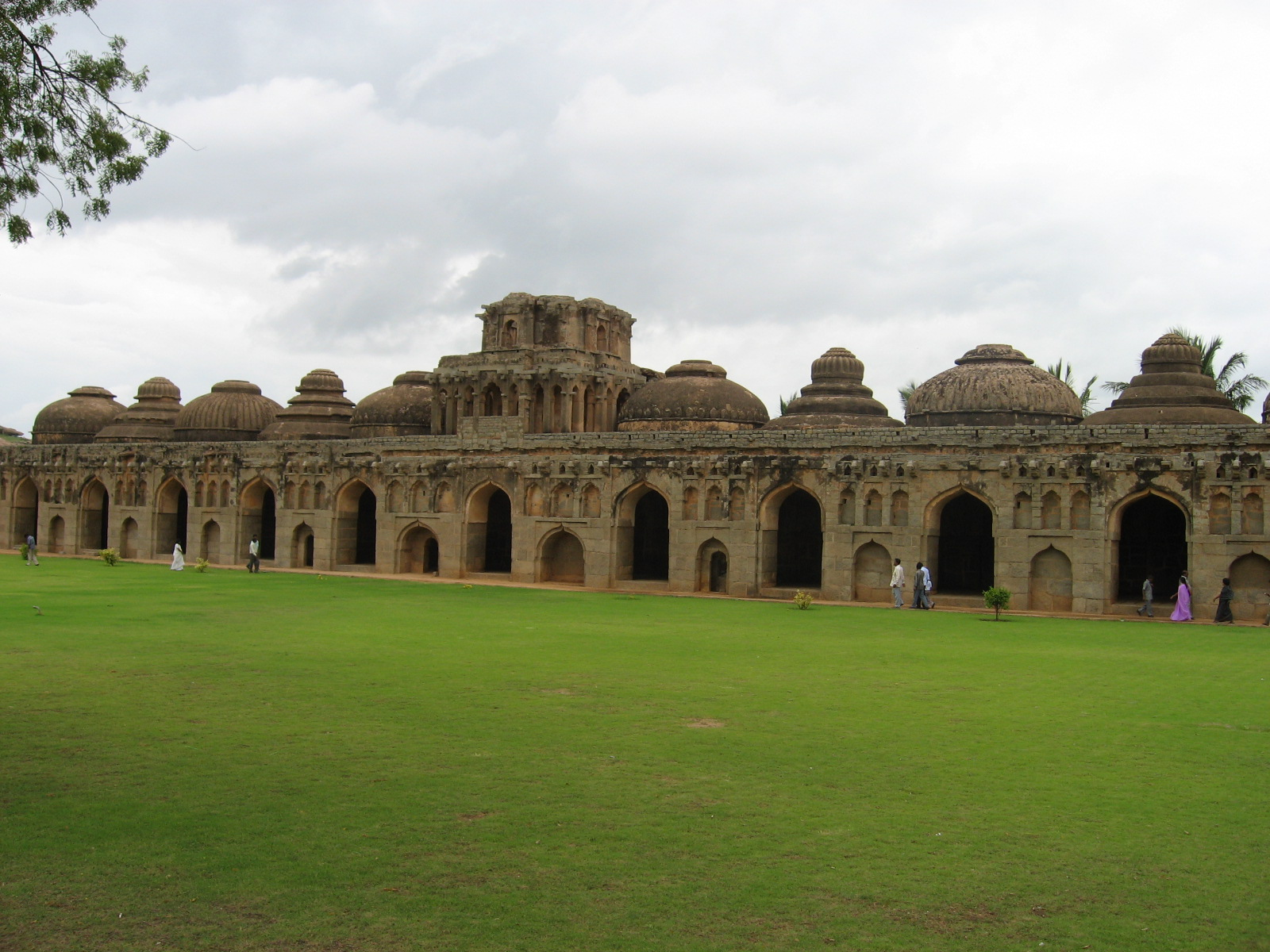
Gajashaala ou écurie des éléphants, construite par les dirigeants Vijayanagara pour leurs éléphants de guerre

Lorsque les navires marchands accostent, les marchandises sont placées sous la garde officielle et des taxes sont prélevées sur tous les articles vendus. La sécurité des marchandises est garantie par les responsables de l'administration. Des commerçants de nombreuses nationalités (Arabes, Perses, Guzérates, Khorassaniens) se sont installés à Calicut, attirés par le commerce florissant. La construction navale a prospéré et les navires carénés entre 1 000 et 1 200 bahares (fardeau) sont construits sans pont en cousant toute la coque avec des cordes plutôt qu'en les fixant avec des clous. Les navires naviguaient vers les ports d'Aden et de La Mecque (Djeddah) sur la mer Rouge avec des marchandises de Vijayanagara vendues jusqu'à Venise. Les principales exportations du royaume sont le poivre, le gingembre, la cannelle, la cardamome, le myrobalan, le bois de tamarin, l'anafistule, les pierres précieuses et semi-précieuses, les perles, le musc, l'ambre gris, la rhubarbe, l'aloès, le tissu de coton et la porcelaine. Le fil de coton est expédié en Birmanie et l'indigo en Perse. Les principales importations de Palestine sont le cuivre, le mercure (mercure), le vermillon, le corail, le safran, les velours colorés, l'eau de rose, les couteaux, les camelots colorés, l'or et l'argent. Les chevaux persans sont importés à Cannanore avant un voyage terrestre de deux semaines vers la capitale. La soie arrivait de Chine et le sucre du Bengale.
Les routes commerciales de la côte est sont très fréquentées, les marchandises arrivant de Golconde où le riz, le mil, les légumineuses et le tabac sont cultivés à grande échelle. Des cultures tinctoriales d'indigo et de racine de chay (Oldenlandia umbellata) sont produites pour l'industrie du tissage. Région riche en minéraux, Machilipatnam est la porte d'entrée des exportations de fer et d'acier de haute qualité. L'exploitation minière de diamants est active dans la région de Kollur. L'industrie du tissage du coton produisait deux types de coton, le calicot uni et la mousseline (brun, blanchi ou teint). Des tissus imprimés de motifs colorés fabriqués selon des techniques locales sont exportés vers Java et l'Extrême-Orient. Golkonda s'est spécialisé dans le coton uni et Paliacate dans le coton imprimé. Les principales importations sur la côte est sont des métaux non ferreux, du camphre, de la porcelaine, de la soie et des produits de luxe.
La fête de Mahanavami a marqué le début d'un exercice financier à partir duquel le trésor public a comptabilisé et rapproché toutes les cotisations impayées dans un délai de neuf jours. À cette époque, un relevé annuel mis à jour des cotisations provinciales, qui comprenait les loyers et les taxes, payées mensuellement par chaque gouverneur, est créé par décret royal.
Les temples sont taxés sur la propriété foncière afin de couvrir les dépenses militaires. Dans les districts télougou, la taxe du temple s'appelait Srotriyas, dans les districts de langue tamoule, elle s'appelait Jodi. Des impôts tels que Durgavarthana, Dannayivarthana et Kavali Kanike sont collectés pour protéger les richesses mobilières et immobilières contre le vol et les invasions. Jeevadhanam est collecté pour le pâturage du bétail sur des terres non privées. Les destinations de temples populaires facturaient des frais de visite appelés Perayam ou Kanike. Les taxes foncières résidentielles sont appelées Illari.

## Culture

### Vie sociale

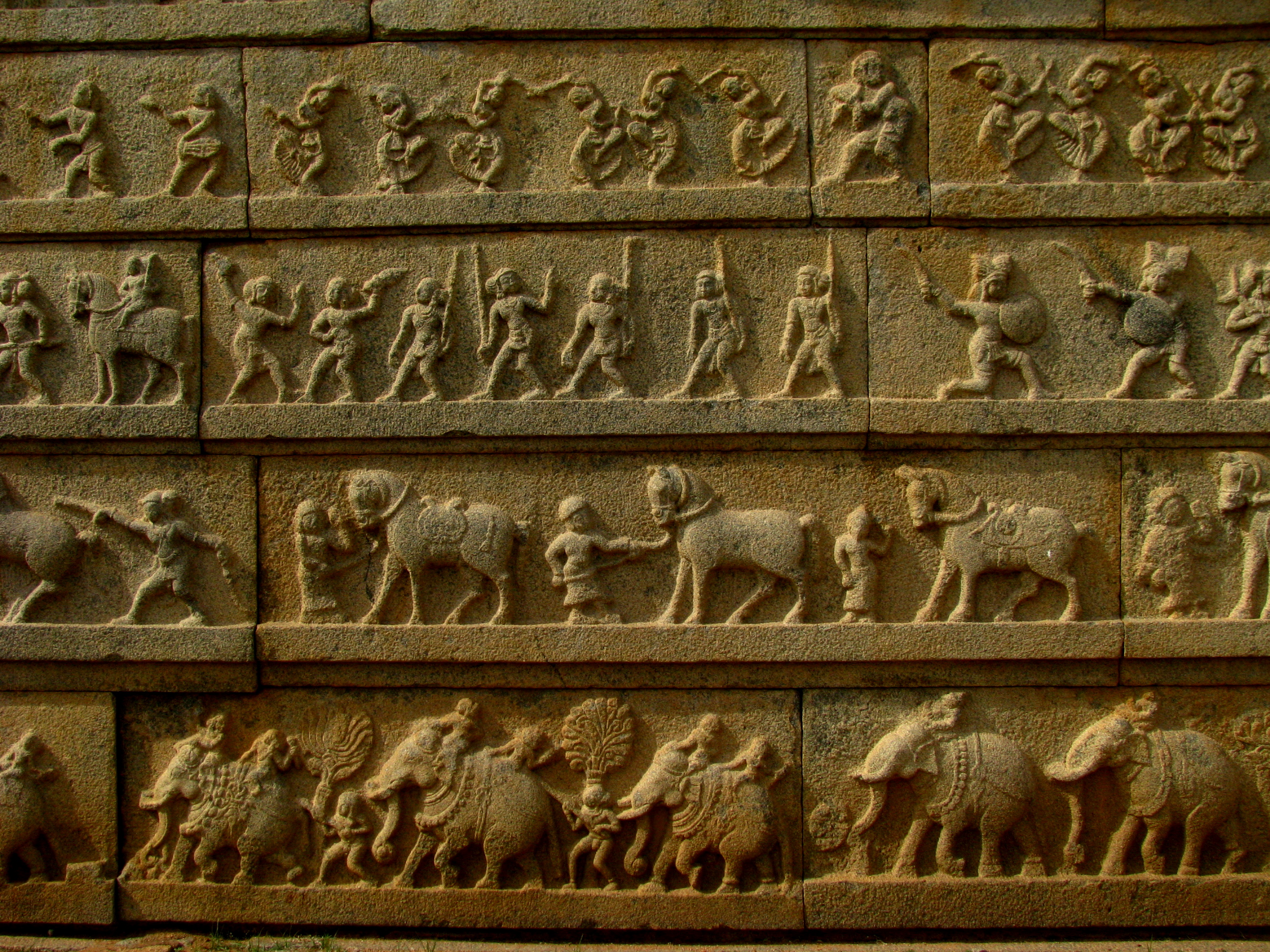
Frises horizontales en relief sur l'enceinte extérieure du temple Hazara Rama, illustrant la vie dans le royaume

L’ordre social hindou est prédominant et influençait la vie quotidienne dans l’empire. Les dirigeants qui occupaient le sommet de cette hiérarchie assumaient le titre honorifique de Varnasramadharma (littéralement « aides des quatre classes et des quatre étapes »). Selon Talbot, la caste est déterminée de manière plus importante par la profession ou la communauté professionnelle à laquelle les gens appartenaient, bien que la lignée familiale (Gotra) et la large distinction décrite dans les textes sacrés hindous soient également des facteurs. La structure contenait également des sous-castes et des groupes de castes (« Jati »). Selon Vanina, la caste en tant qu'identité sociale n'était pas figée et est constamment modifiée pour des raisons politiques, commerciales et commerciales, et est généralement déterminée par le contexte. L'identification des castes et des sous-castes est basée sur les affiliations au temple, la lignée, les unités familiales, les suites royales, les clans de guerriers, les groupes professionnels, les groupes agricoles et commerciaux, les réseaux de dévotion et même les cabales sacerdotales. Il n’était pas non plus impossible qu’une caste perde sa position et son prestige et descende l’échelle tandis que d’autres gravissent les échelons. Les études épigraphiques de Talbot suggèrent que les membres d'une famille pouvaient avoir un statut social différent en fonction de leur profession et que le mouvement ascendant d'une caste ou d'une sous-caste n'était pas rare en fonction des percées réalisées par un individu ou un groupe d'individus de la communauté.
L'affiliation à une caste est étroitement liée à la production artisanale et les membres d'un métier commun formaient des adhésions collectives. Souvent, les membres de métiers apparentés formaient des communautés inter-castes. Cela les a aidés à consolider leur force et à obtenir une représentation politique et des avantages commerciaux. Selon Talbot, une terminologie telle que Setti est utilisée pour identifier les communautés parmi les classes de marchands et d'artisans, tandis que Boya identifiait les bergers de tous types. Les artisans sont des forgerons, des orfèvres, des dinandiers et des charpentiers. Ces communautés vivaient dans des quartiers séparés de la ville pour éviter les conflits, notamment en matière de privilèges sociaux. Les conquêtes ont conduit à une migration à grande échelle de personnes conduisant à la marginalisation des autochtones d'un lieu. Les Tottiyans sont des bergers qui obtinrent plus tard le statut de dirigeant marginal (poligars), les Saurashtras sont des commerçants venus de l'actuel Gujarat et rivalisaient avec les brahmanes pour certains avantages, les Reddys sont des agriculteurs et les Uppilia sont des producteurs de sel.
Selon Chopra et al., en plus de leur monopole sur les fonctions sacerdotales, les brahmanes occupaient des postes élevés dans les domaines politiques et administratifs. Le voyageur portugais Domingo Paes a observé une présence croissante de brahmanes dans l'armée. La séparation de la classe sacerdotale de la richesse matérielle et du pouvoir en faisait des arbitres idéaux dans les affaires judiciaires locales, et la noblesse et l'aristocratie assuraient leur présence dans chaque ville et village pour maintenir l'ordre. Vanina note qu'au sein de la classe guerrière se trouvait un conglomérat de castes, de parentés et de clans généralement issus de communautés foncières et pastorales. Ils ont gravi l'échelle sociale en abandonnant leurs occupations d'origine et en adoptant un code de vie, une éthique et des pratiques martiales. Dans le sud de l'Inde, on les appelait vaguement les Nayakas.

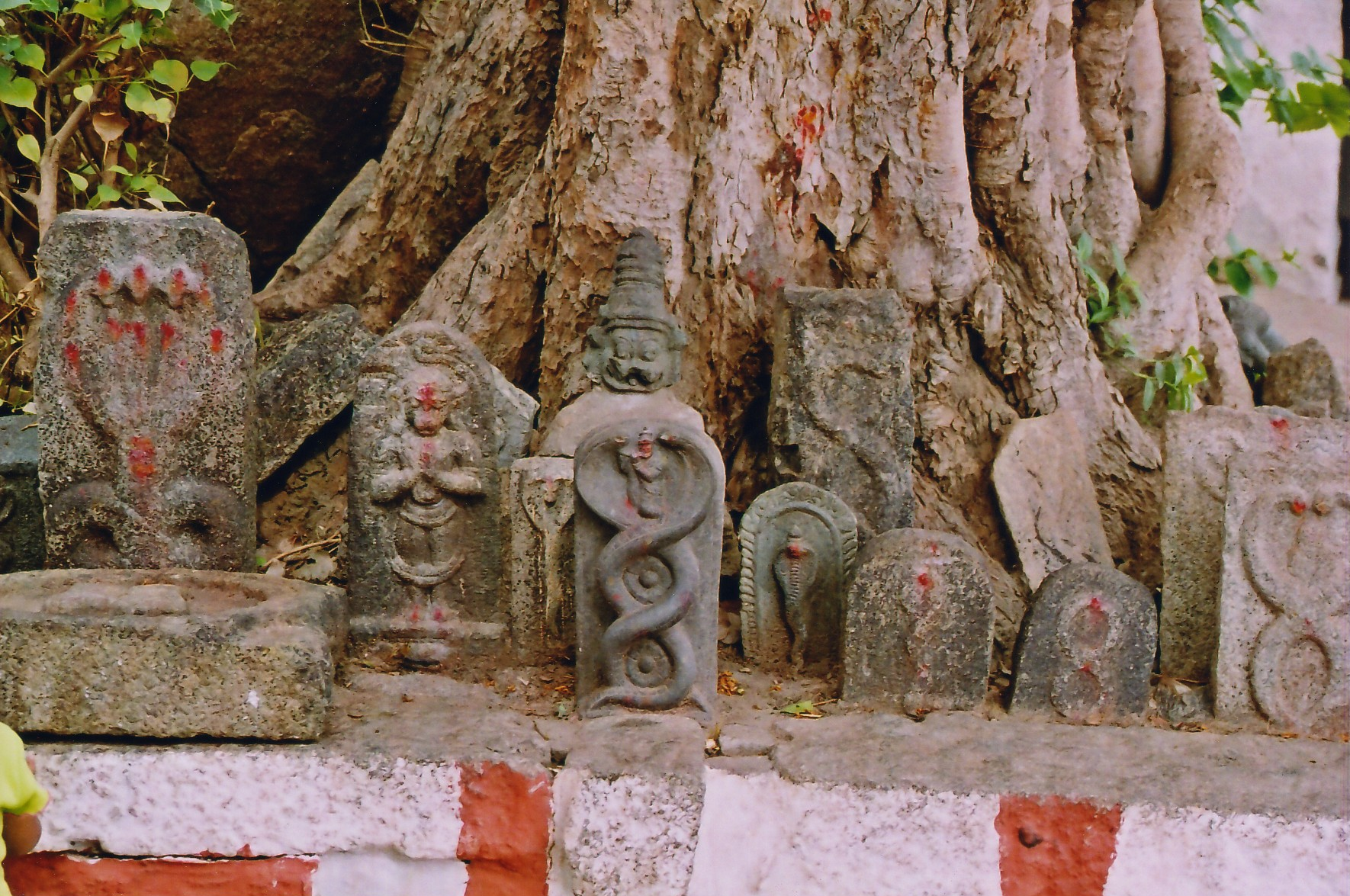
Nāga, culte du serpent à Hampi

La pratique du Sati est attestée dans les ruines de Vijayanagara par plusieurs inscriptions connues sous le nom de Satikal (pierre Sati) ou Sati-virakal (pierre du héros Sati). Il existe des opinions controversées parmi les historiens concernant cette pratique, notamment la contrainte religieuse, l'affection conjugale, le martyre ou l'honneur contre la soumission par des intrus étrangers,,.
Les mouvements socio-religieux qui gagnent en popularité au cours des siècles précédents, comme le lingayatisme, ont donné une impulsion à des normes sociales flexibles qui ont aidé la cause des femmes. À cette époque, les femmes du sud de l'Inde avaient franchi la plupart des barrières et sont activement impliquées dans des domaines jusqu'alors considérés comme le monopole des hommes, tels que l'administration, les affaires, le commerce et les beaux-arts. Tirumalamba Devi, qui a écrit Varadambika Parinayam, et Gangadevi, l'auteur de Madhuravijayam, faisaient partie des femmes poètes notables de la langue sanskrite. Les premières poètes télougou telles que Tallapaka Timmakka et Atukuri Molla sont devenues populaires. Plus au sud, les Nayaks provinciaux de Tanjore ont fréquenté plusieurs femmes poètes. Le système Devadasi, ainsi que la prostitution légalisée, existaient et les membres de cette communauté sont relégués dans quelques rues de chaque ville. La popularité des harems parmi les hommes de la royauté et l'existence du sérail sont bien connues par les archives.
Les hommes aisés portent le Petha ou Kulavi, un grand turban en soie et décoré d'or. Comme dans la plupart des sociétés indiennes, les bijoux sont utilisés par les hommes et les femmes et les archives décrivent l'utilisation de bracelets de cheville, de bracelets, de bagues, de colliers et de boucles d'oreilles de divers types. Lors des célébrations, hommes et femmes se paraient de guirlandes de fleurs et utilisaient des parfums à base d'eau de rose, de musc de civette, de musc ou de bois de santal. Contrairement aux roturiers dont la vie est modeste, la vie des membres de la royauté est pleine de pompes cérémonielles. Les reines et les princesses avaient de nombreuses servantes richement habillées et ornées de bijoux raffinés. Leur nombre garantissait que leurs tâches quotidiennes sont légères.

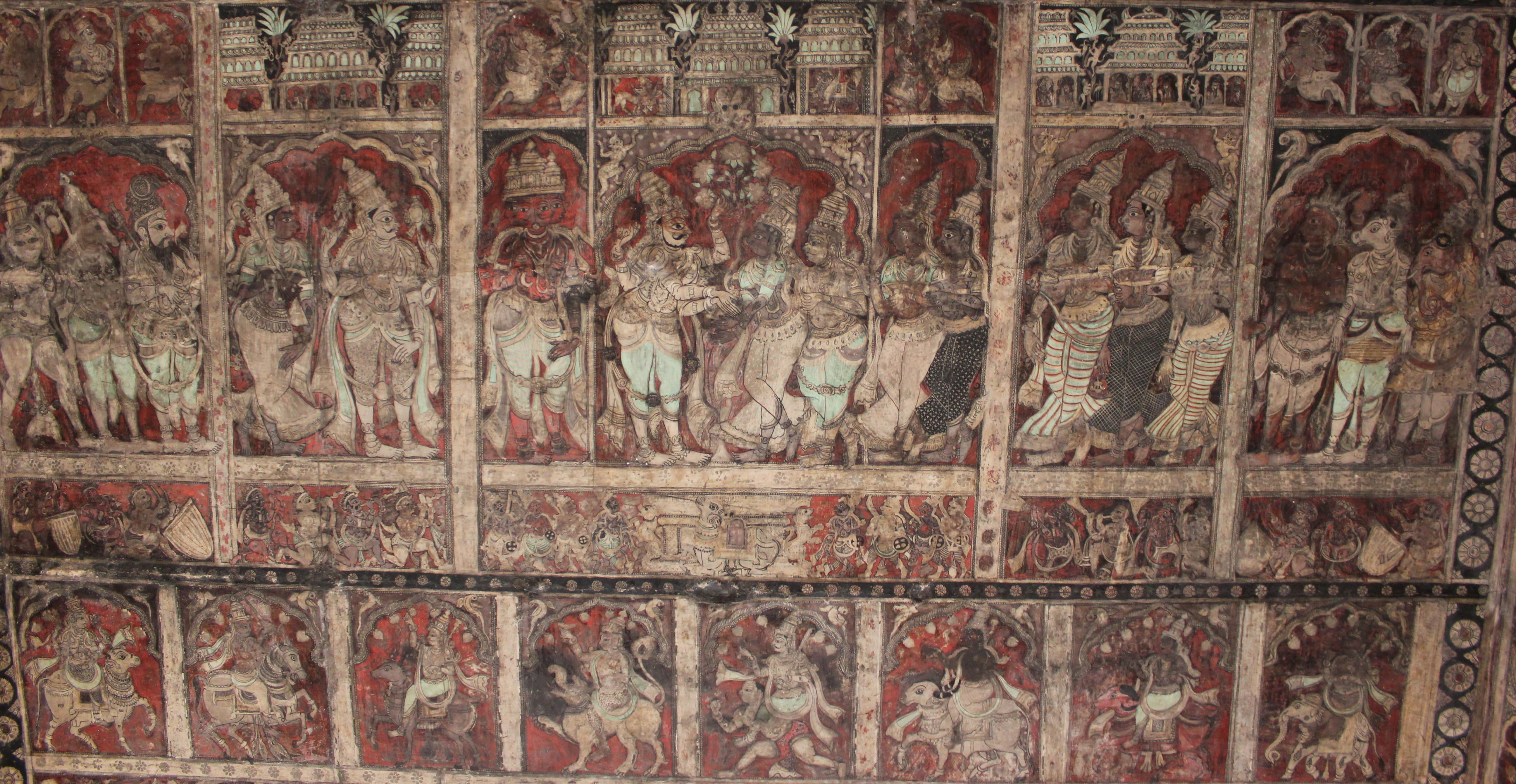
Plafond peint du temple Virupaksha représentant la mythologie hindoue, XIVe siècle

Les exercices physiques sont populaires auprès des hommes et la lutte est une préoccupation masculine importante en matière de sport et de divertissement, et les lutteuses sont également mentionnées dans les archives. Des gymnases sont découverts dans les quartiers royaux et les archives mentionnent un entraînement physique régulier pour les commandants et leurs armées en temps de paix. Les palais royaux et les marchés disposaient d'arènes spéciales où la royauté et les gens ordinaires s'amusaient en regardant des sports tels que les combats de coqs, les combats de béliers et la lutte féminine. Les fouilles dans les limites de la ville de Vijayanagara ont révélé l'existence de diverses activités de jeu communautaires. Les gravures sur les rochers, les plates-formes rocheuses et les sols des temples indiquent qu'il s'agissait de lieux populaires d'interaction sociale informelle. Certains d'entre eux sont des plateaux de jeu similaires à ceux utilisés aujourd'hui et d'autres doivent encore être identifiés.
La dot est en pratique et peut être vue dans les familles royales hindoues et musulmanes. Lorsqu'une sœur du sultan Adil Shah de Bijapur s'est mariée à Nizam Shah d'Ahmednagar, la ville de Sholapur est donnée à la mariée par sa famille. Ayyangar note que lorsque le roi Gajapati de Kalinga a donné sa fille en mariage en l'honneur du roi victorieux Krishnadevaraya, il a inclus plusieurs villages en dot. Des inscriptions des XVe et XVIe siècles relatent également la pratique de la dot parmi les roturiers. La pratique consistant à mettre un prix sur la mariée est une influence possible du système islamique Mahr. Pour s'opposer à cette influence, en 1553, la communauté brahmane passa un mandat par décret royal et popularisa le kanyadana au sein de la communauté. Selon cette pratique, l'argent ne pouvait être payé ou reçu pendant le mariage et ceux qui le faisaient sont passibles de sanctions. Il y a une mention de Streedhana (« la richesse de la femme ») dans une inscription et du fait que les villageois ne devraient pas céder leurs terres en dot. Ces inscriptions renforcent la théorie selon laquelle un système de mandats sociaux au sein des groupes communautaires existait et est largement pratiqué même si ces pratiques ne trouvaient pas de justification dans les lois sur la famille décrites dans les textes religieux.

### Religion

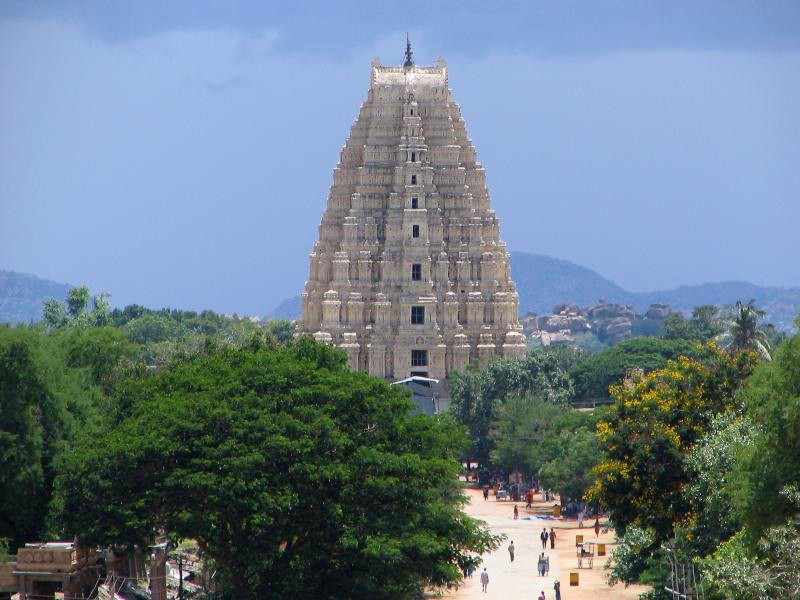
Temple Virupaksha, Hampi

Les rois de Vijayanagara sont tolérants envers toutes les religions et sectes, comme le montrent les écrits des visiteurs étrangers. Les rois utilisaient des titres tels que Gobrahamana Pratipalanacharya (littéralement « protecteur des vaches et des brahmanes ») qui témoignaient de leur intention de protéger l'hindouisme. L'inscription en écriture Nāgarī à Hampi comprend le terme Hinduraya Suratrana, que Benjamin Lewis Rice traduit par « le Suratrana des Rayas hindous ». Certains érudits ont interprété cela comme signifiant « le sultan parmi les rois hindous » et affirment que cela est une preuve de l'adoption de certaines traditions politiques islamiques par les rois hindous,, ainsi que du fait que les royaumes indiens reconnaissaient leur identité religieuse d'être hindou et de l'hindouisme au début du XIVe siècle. La majorité d'autres interprètent le terme Hinduraya Suratrana comme signifiant « protecteurs des dieux de (ou parmi) les rois hindous »,,. Les fondateurs du royaume, les frères Sangama (Harihara Ier et Bukka Raya I) sont issus d'un milieu pastoral, peut-être du peuple Kuruba, qui revendiquait la lignée Yadava . Les fondateurs du royaume sont de fervents shivaïtes (adorateurs du dieu hindou Shiva), mais ils accordèrent des subventions aux temples de Vishnu. Leur saint patron Vidyaranya est de l'ordre Advaita de Sringeri. Le Varaha (l'avatar sanglier de Vishnu) est l'emblème du royaume. Plus d'un quart des fouilles archéologiques ont permis de découvrir un « quartier islamique » non loin du « quartier royal ». Des nobles des royaumes timourides d'Asie centrale sont également venus à Vijayanagara. Les derniers rois Saluva et Tuluva sont des vishnouïtes (disciples de Vishnou) par la foi, mais adoraient également Venkateshwara (Vishnou) à Tirupati ainsi que Virupaksha (Shiva) à Hampi. Une œuvre sanscrite, Jambavati Kalyanam du roi Krishnadevaraya, fait référence à Virupaksha comme Karnata Rajya Raksha Mani (« joyau protecteur du royaume du Karnata »). Les rois patronnaient les saints de l'ordre dvaita (philosophie du dualisme) de Madhvacharya à Udupi. Des dotations sont versées aux temples sous forme de terres, d'argent, de produits, de bijoux et de constructions.
Le mouvement Bhakti (dévotion) est actif à cette époque et impliquait des Haridasas (saints dévots) bien connus de cette époque. Comme le mouvement Virashaiva du XIIe siècle, ce mouvement présentait un autre fort courant de dévotion, imprégnant la vie de millions de personnes. Les Haridasas représentaient deux groupes, les Vyasakuta et les Dasakuta, les premiers devant maîtriser les Vedas, les Upanishads et autres Darshanas, tandis que les Dasakuta transmettaient simplement le message de Madhvacharya au peuple à travers la langue canaraise sous la forme de chants dévotionnels (Devaranamas et Kirthanas). La philosophie de Madhvacharya est diffusée par d'éminents disciples tels que Naraharitirtha, Jayatirtha, Sripadaraya, Vyasatirtha, Vadirajatirtha et d'autres. Vyasatirtha, le gourou (enseignant) de Vadirajatirtha, Purandaradasa (Pitamaha ou « père de la musique carnatique » ,) et Kanakadasa  ont gagné la dévotion du roi Krishnadevaraya,,. Le roi considérait le saint comme sa Kuladevata (divinité familiale) et l'honorait dans ses écrits. Pendant ce temps, un autre grand compositeur de musique carnatique ancienne, Annamacharya, composa des centaines de Kirthanas en télougou à Tirupati, dans l'actuel Andhra Pradesh.

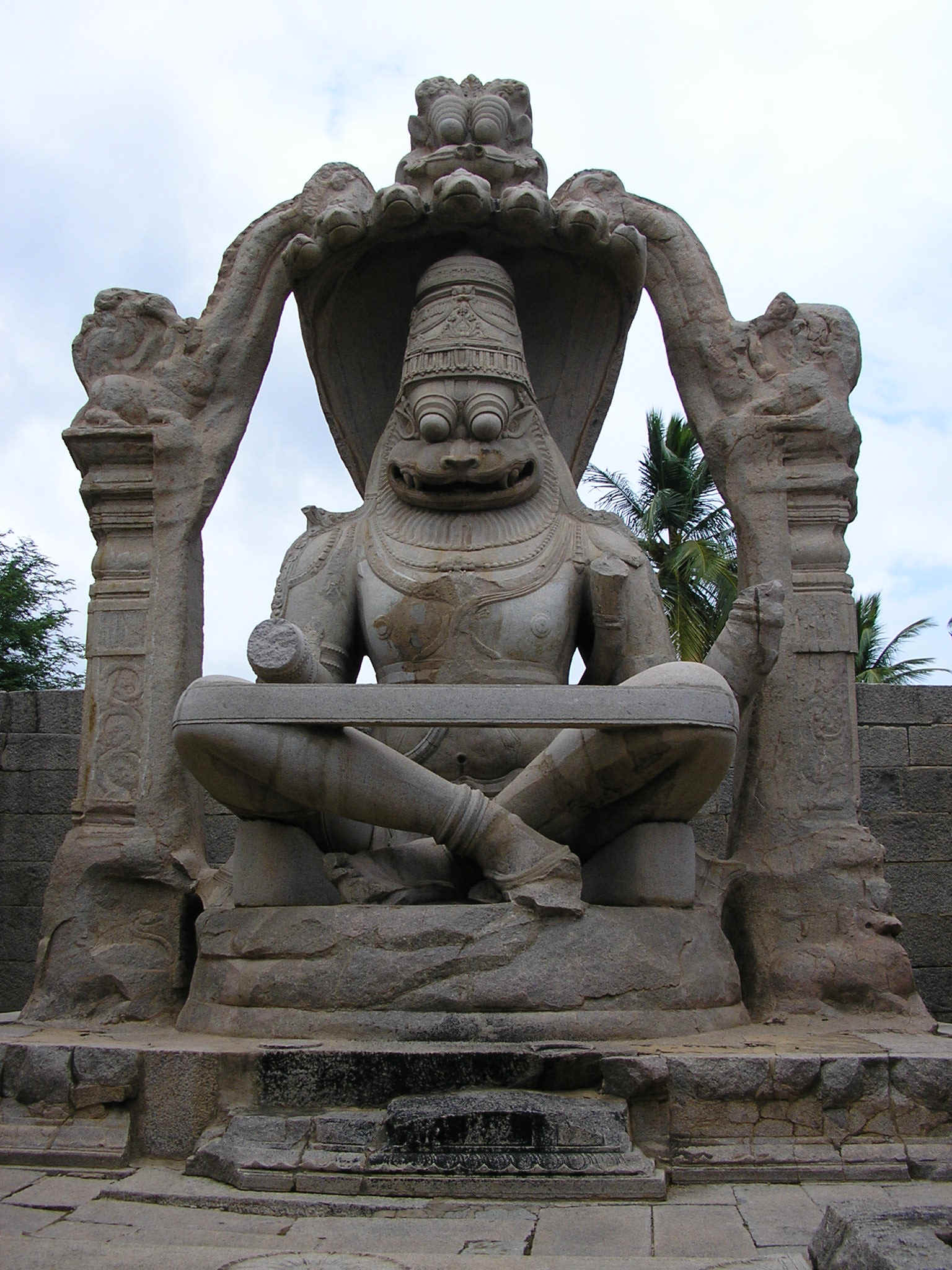
Monolithe Ugra Narasimha à Hampi

La défaite de la dynastie jaïne des Ganga orientaux par les Cholas au début du XIe siècle et le nombre croissant d'adeptes de l'hindouisme vishnouïte et du Virashivisme au XIIe siècle se sont reflétés dans une diminution de l'intérêt pour le jaïnisme. Deux lieux notables de culte jaïn sur le territoire de Vijayanagara sont Shravanabelagola et Kambadahalli.
Les contacts islamiques avec l'Inde du Sud ont commencé dès le VIIe siècle, à la suite du commerce entre les royaumes du Sud et les terres arabes. Les Jumma Masjids existaient dans le royaume Rashtrakuta au Xe siècle  et de nombreuses mosquées prospéraient sur la côte de Malabar au début du XIVe siècle. Les colons musulmans ont épousé des femmes locales ; leurs enfants sont connus sous le nom de Mappillas (Moplahs) et sont activement impliqués dans le commerce des chevaux et dans la gestion des flottes maritimes. Les interactions entre le royaume Vijayanagara et les sultanats bahamani au nord ont accru la présence de musulmans au sud. Au début du XVe siècle, Deva Raya construisit une mosquée pour les musulmans à Vijayanagara et plaça un Coran devant son trône.
L'introduction du christianisme a commencé dès le VIIIe siècle, comme le montre la découverte de plaques de cuivre portant l'inscription de concessions de terres accordées aux chrétiens de Malabar. Les voyageurs chrétiens ont écrit sur la rareté des chrétiens dans le sud de l'Inde au Moyen Âge, faisant valoir son attrait pour les missionnaires. L'arrivée des Portugais au XVe siècle et leurs liens commerciaux avec le royaume, la propagation de la foi par saint Xavier (1545) et plus tard la présence de colonies hollandaises favorisèrent la croissance du christianisme dans le sud.

### Épigraphes, sources et monétisation

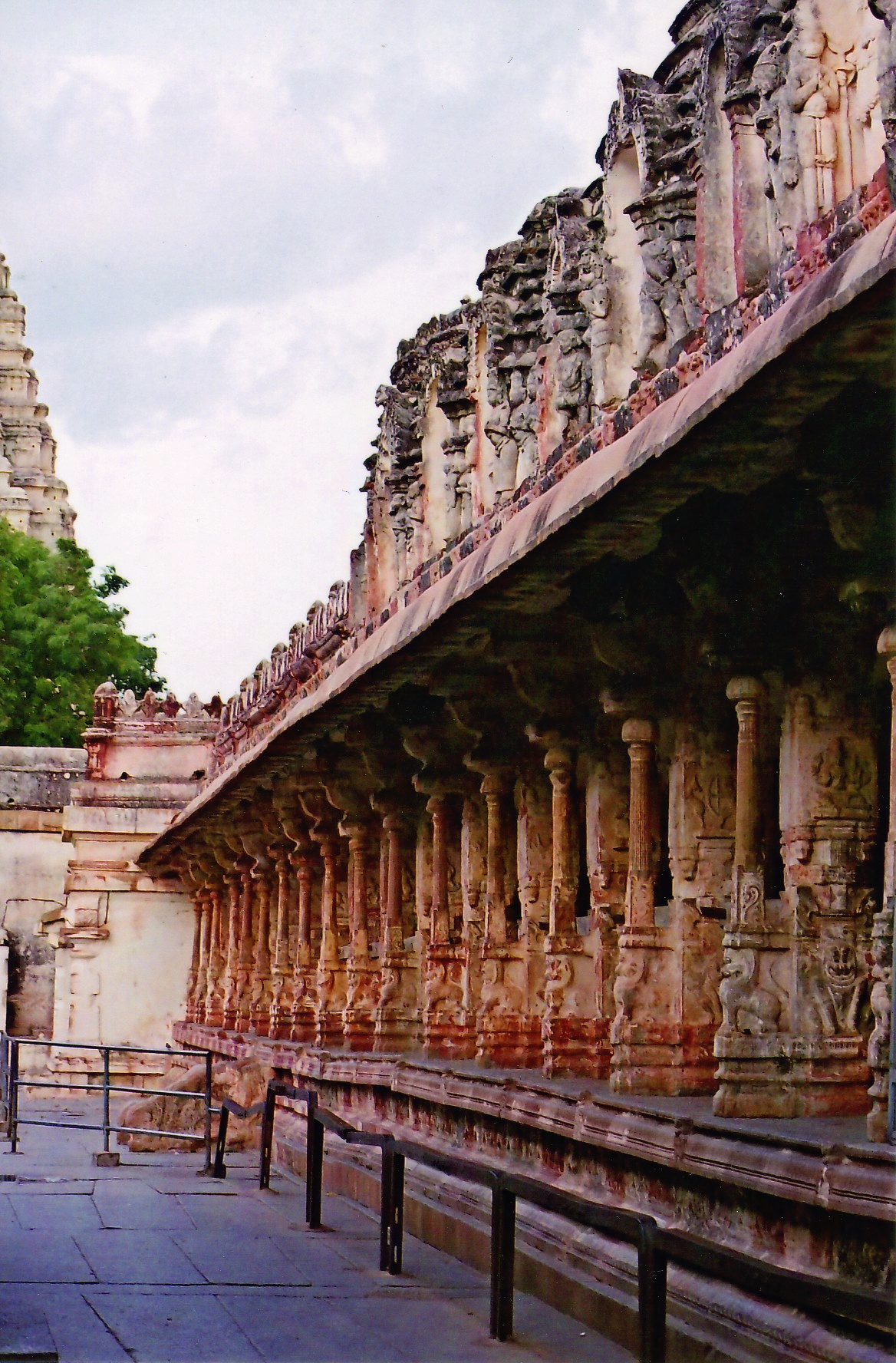
Piliers ornés, temple Virupaksha Hampi

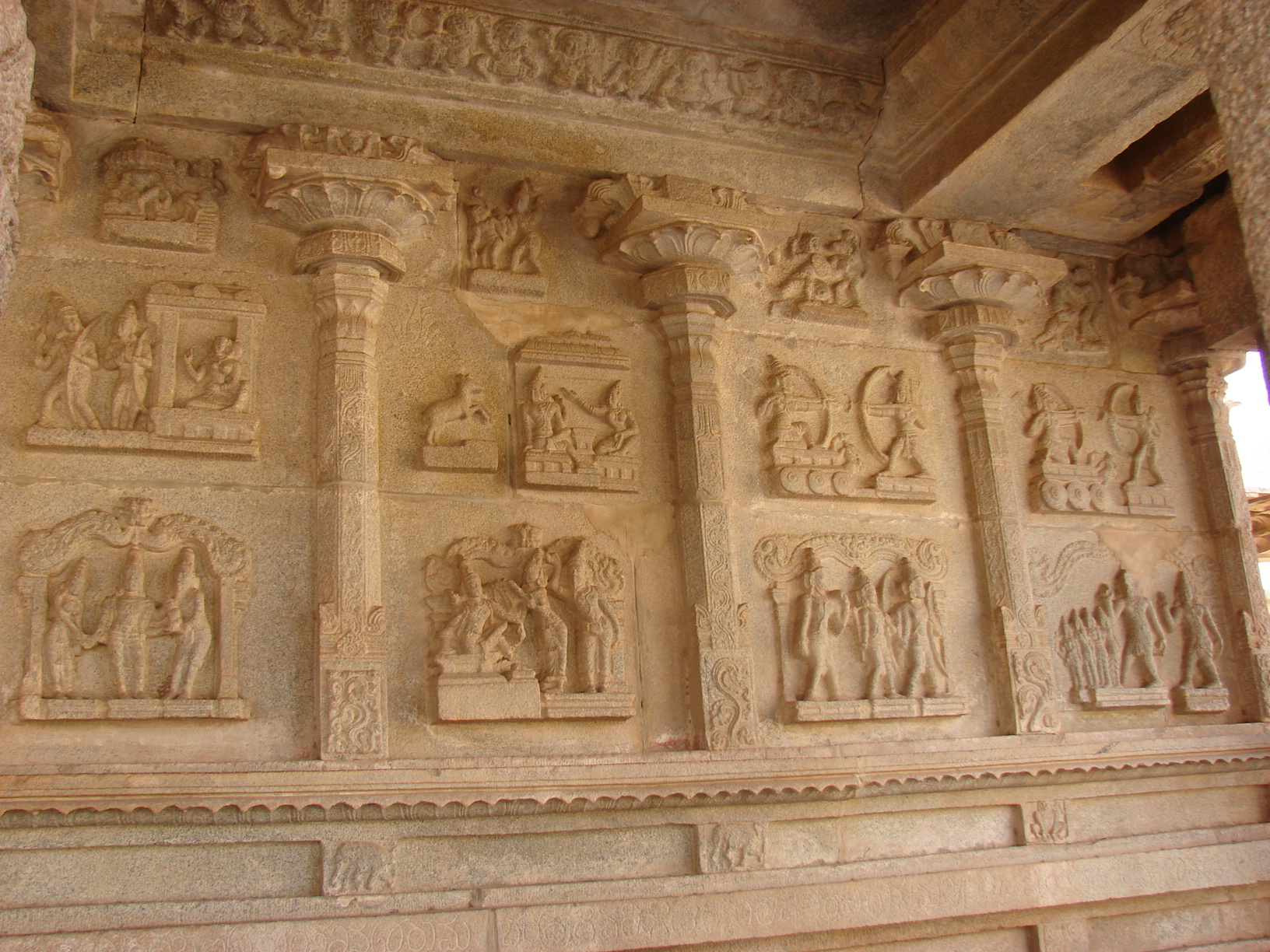
Relief de panneau mural dans le temple Hazare Rama à Hampi

Les inscriptions sur pierre sont la forme de document la plus couramment utilisée sur les murs des temples, les limites des propriétés et les lieux ouverts à l'exposition publique. Une autre forme de documentation est constituée de plaques de cuivre destinées à la tenue de registres. Les inscriptions généralement verbeuses comprenaient des informations telles qu'une salutation, un panégyrique du roi ou du dirigeant local, le nom du donateur, la nature de la dotation (généralement en espèces ou en produits), la manière dont la subvention serait utilisée, les obligations du donataire, la part reçue par le donateur et une déclaration finale qui marque l'intégralité de la donation et ses obligations. Certaines inscriptions font état d'un exemple de victoire lors d'une guerre ou d'une fête religieuse, ainsi que d'un châtiment ou d'une malédiction contre ceux qui n'honorent pas la subvention.
La plupart des inscriptions du royaume Vijayanagara récupérées jusqu'à présent sont en canarais, télougou et tamoul, et quelques-unes en sanskrit. Selon Suryanath U. Kamath, environ 7 000 inscriptions sur pierre, dont la moitié en canarais, et environ 300 plaques de cuivre, pour la plupart en sanskrit, sont récupérées. Les inscriptions bilingues avaient perdu la faveur au XIVe siècle. Selon Mack, la majorité des inscriptions récupérées proviennent du règne de la dynastie Tuluva (de 1503 à 1565), la dynastie Saluva (de 1485 à 1503) inscrivant le moins sur son bref contrôle sur le royaume. La dynastie Sangama (de 1336 à 1485), qui a régné le plus longtemps, a produit environ un tiers de toutes les épigraphes inscrites pendant la période Tuluva. Malgré la popularité de la langue télougoue en tant que médium littéraire, la majorité des épigraphes de cette langue sont inscrites dans la période limitée allant de 1500 à 1649. Talbot explique ce scénario comme celui d’un changement de solidarité politique. le royaume Vijayanagara est fondé à l'origine dans le Karnataka, l'Andhra Pradesh étant une province du royaume. Après sa défaite face aux sultanats en 1565 et le pillage de la capitale royale Vijayanagara, le royaume diminué a déplacé sa capitale vers le sud de l'Andhra Pradesh, créant une entreprise dominée par la langue télougoue.
Outre les épigraphes et les pièces de monnaie, les sources de l'histoire de Vijayanagara (son origine, sa vie sociale et politique et sa défaite éventuelle) sont les récits de voyageurs étrangers et les sources littéraires contemporaines en sanskrit, canarais, persan et télougou. Les visiteurs portugais du royaume sont Domingo Paes (1522), Fernão Nunes (1537), Duarte Barbosa (1516) et Barradas (1616), et Athanase Nikitine (1470) venait de Russie. Niccolò de'Conti (1420), Ludovico di Varthema (1505), César Fredericci (1567) et Filippo Sassetti (1585) , sont des voyageurs d'Italie et Abdur Razzak (1443)  de Perse. Les écrivains musulmans contemporains qui sont soit sous le patronage de royaumes rivaux (les sultanats), soit en visite à Vijayanagara et qui ont réalisé des œuvres de valeur sont Ziauddin Barani (Tarikh-i-Firuz Shahi, 1357), Isamy (Fatuhat us salatin), Syed Ali Tabatabai (Burhan-i-Maisar, 1596), Nisammuddin Bakshi, Firishta (Tarik-i-Firishta) et Rafiuddin Shirazi (Tazkirat ul Mulk, 1611). Parmi les écrits d'auteurs autochtones, les ouvrages sanskrits importants qui font la lumière sur le royaume sont Vidyaranya Kalajnana, Ramabhyudayam de Dindima sur la vie du roi Saluva Narasimha, Achyutabhyudayam de Dindima II et Varadambika Parinayam de Tirumalamba. Parmi les œuvres littéraires canarais, Kumara Ramana Kathe de Nanjunda Kavi, Mohanatarangini de Kanakadasa, Keladiripavijayam de Linganna et le Krishnadevarayana Dinachari récemment découvert sont des sources utiles, et parmi les œuvres télougou, Kashikanda de Srinatha, Varahapuranamu de Mallayya et Singayya, Rayavachakamu de Vishvanatha Nayani, Parijathapahar de Nandi Timmanna. anamu, Krishnaraja Vijayamu de Durjati, Manucharitamu de Peddanna et Amuktamalyada du roi Krishnadevaraya sont d'importantes sources d'informations,.
Le visiteur persan Abdur Razzak a écrit dans ses récits de voyage que le royaume jouissait d'un haut niveau de monétisation. Cela ressort particulièrement clairement du nombre de subventions en espèces versées au temple. Les pièces de monnaie sont frappées avec de l'or, de l'argent, du cuivre et du laiton et leur valeur dépendait du poids du matériau. Les pièces de monnaie sont frappées par l'État, dans les provinces et par les corporations marchandes. Les devises étrangères circulaient. La dénomination la plus élevée est l'or Varaha (ou Hun/Honnu, Gadyana) pesant entre 50,65 – 53 grains. Le Partab ou Pratapa est évalué à un demi- Varaha, le Fanam, Phanam ou Hana, un alliage d'or et de cuivre est la monnaie la plus courante évaluée à un tiers du Varaha. Un Tar en argent pur est un sixième d'un Phanam et un Chital en laiton est un tiers du Tar. Haga, Visa et Kasu sont également des pièces de monnaie de valeur inférieure,.

### Littérature
Pendant le règne du royaume Vijayanagara, les poètes, les érudits et les philosophes écrivaient principalement en canarais, télougou et sanskrit, ainsi que dans d'autres langues régionales telles que le tamoul et abordaient des sujets tels que la religion, la biographie, le Prabandha (fiction), la musique, la grammaire, la poésie., médecine et mathématiques. Les langues administratives et judiciaires du royaume sont le canarais et le télougou, ce dernier ayant acquis une importance culturelle et littéraire encore plus grande sous le règne des derniers rois Vijayanagara, en particulier Krishnadevaraya.
La plupart des œuvres sanscrites sont des commentaires soit sur les Vedas, soit sur les épopées du Ramayana et du Mahabharata, écrits par des personnalités bien connues telles que Sayanacharya (qui a écrit un traité sur les Vedas appelé Vedartha Prakasha dont la traduction anglaise par Max Muller parut en 1856), et Vidyaranya qui a vanté la supériorité de la philosophie Advaita sur les autres philosophies hindoues rivales. D'autres écrivains sont des saints Dvaita célèbres de l'ordre Udupi tels que Jayatirtha (qui a gagné le titre de Tikacharya pour ses écrits polémiques), Vyasatirtha qui a écrit des réfutations de la philosophie Advaita et des conclusions des logiciens antérieurs, et Vadirajatirtha et Sripadaraya qui ont tous deux critiqué les croyances. d'Adi Sankara. Outre ces saints, d'éminents érudits sanskrits ornaient les cours des rois Vijayanagara et de leurs chefs féodaux. Certains membres de la famille royale sont des écrivains de mérite et écrivirent des ouvrages importants tels que Jambavati Kalyana du roi Krishnadevaraya  et Madura Vijayam (également connue sous le nom de Veerakamparaya Charita) de la princesse Gangadevi, belle-fille du roi Bukka Ier. s'attarde sur la conquête du sultanat de Madurai par le royaume Vijayanagara.

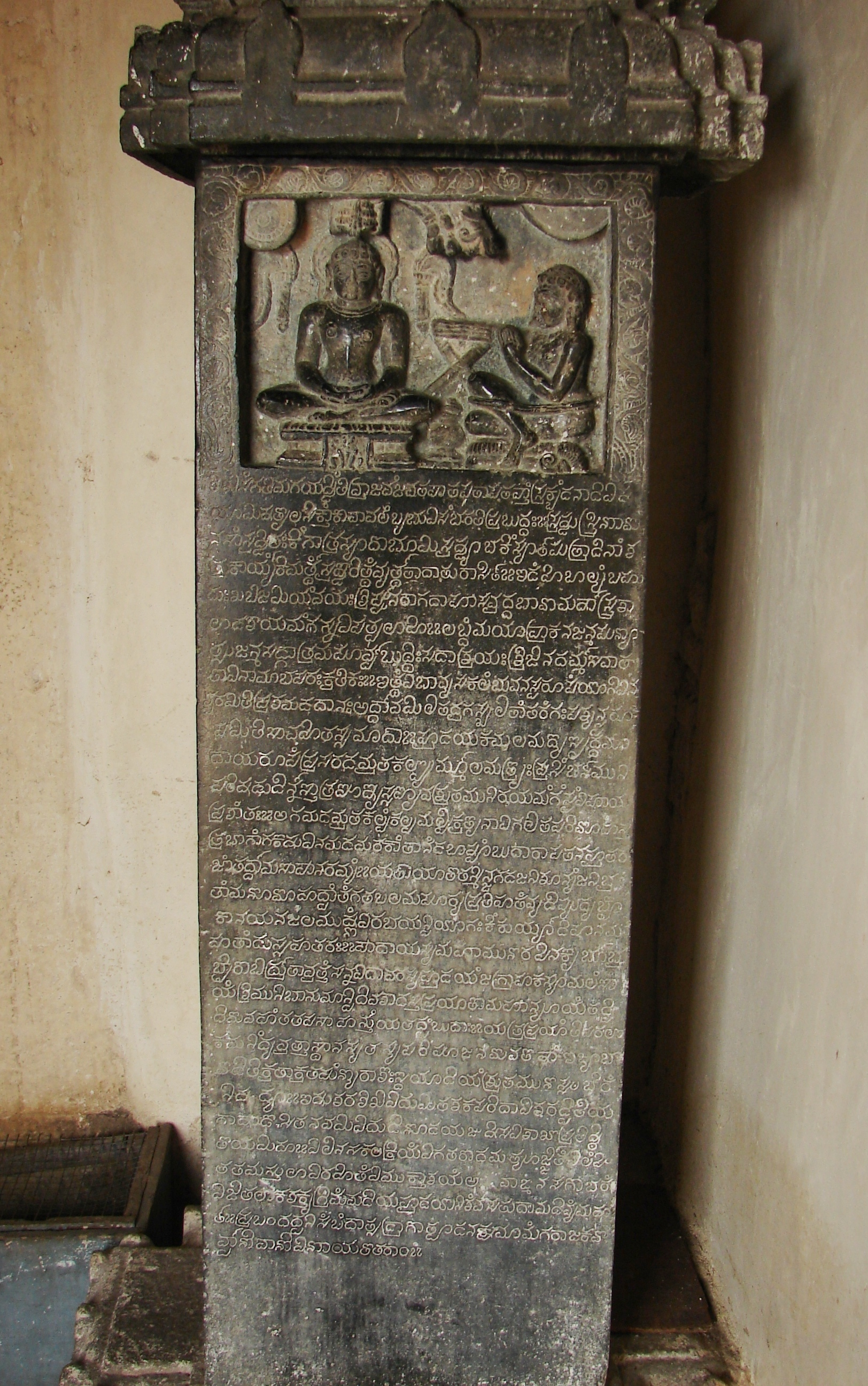
Inscription poétique en canarais par le poète Vijayanagara Manjaraja (vers 1398)

Les poètes et érudits canarais du royaume ont produit d'importants écrits soutenant le mouvement vishnouïte Bhakti annoncé par la littérature Haridasas (dévots de Vishnou), brahmanique et Veerashaiva (lingayatisme). Les poètes Haridasa ont célébré leur dévotion à travers des chansons appelées Devaranama (poèmes lyriques) dans les mètres natifs de Sangatya (quatrain), Suladi (basé sur le rythme), Ugabhoga (basé sur la mélodie) et Mundige (cryptique). Leurs inspirations sont les enseignements de Madhvacharya et de Vyasatirtha. Purandaradasa et Kanakadasa sont considérés comme les plus importants parmi de nombreux Dasas (dévots) en raison de leur immense contribution. Kumara Vyasa, le plus remarquable des érudits brahmanes, a écrit Gadugina Bharata, une traduction de l'épopée Mahabharata. Cet ouvrage marque une transition de la littérature canaraise du vieux kannada au kannada moderne. Chamarasa est un célèbre érudit et poète Veerashaiva qui a eu de nombreux débats avec des érudits vishnouïte à la cour de Devaraya II. Son Prabhulinga Leele, traduit plus tard en télougou et en tamoul, est un éloge funèbre de saint Allama Prabhu (le saint est considéré comme une incarnation du Seigneur Ganapathi tandis que Parvati prenait la forme d'une princesse de Banavasi),.
À ce sommet de la littérature télougoue, l'écriture la plus célèbre du style Prabandha est Manucharitamu. Le roi Krishnadevaraya est un érudit télougou accompli et a écrit l'Amuktamalyada, une histoire du mariage du dieu Vishnu avec Andal, une parmi les Alvar, les saints poètes vishnouïtes tamouls, et la fille de Periyalvar à Srirangam,,. Dans sa cour se trouvaient huit savants célèbres considérés comme les piliers (Ashtadiggajas) de l'assemblée littéraire. Les plus célèbres d'entre eux sont Allasani Peddana, qui détenait le titre honorifique d'Andhrakavitapitamaha (littéralement « père de la poésie télougou ») et Tenali Ramakrishna, le bouffon de la cour qui est l'auteur de plusieurs ouvrages notables. Les six autres poètes sont Nandi Thimmana (Mukku Timmana), Ayyalaraju Ramabhadra, Madayyagari Mallana, Bhattu Murthi (Ramaraja Bhushana), Pingali Surana et Dhurjati. Srinatha, qui a écrit des livres tels que Marutratcharitamu et Salivahana-sapta-sati, est parrainé par le roi Devaraya II et jouissait du même statut que les ministres importants de la cour.
La plupart de la littérature tamoule de cette période provenait de régions de langue tamoule, dirigées par le feudataire Pandya qui accordait une attention particulière à la culture de la littérature tamoule. Certains poètes sont également patronnés par les rois Vijayanagara. Svarupananda Desikar a écrit une anthologie de 2 824 versets, Sivaprakasap-perundirattu, sur la philosophie Advaita. Son élève l'ascète Tattuvarayar écrivit une anthologie plus courte, Kurundirattu, qui contenait environ la moitié du nombre de vers. Krishnadevaraya a fréquenté le poète tamoul vishnouïte Haridasa dont Irusamaya Vilakkam est une exposition des deux systèmes hindous, vishnouïte et shivaïte, avec une préférence pour le premier.
Parmi les écrits profanes sur la musique et la médecine figurent le Sangitsara de Vidyaranya, le Ratiratnapradipika de Praudha Raya, l'Ayurveda Sudhanidhi de Sayana et le Vaidyarajavallabham de Lakshmana Pandita. L'école d'astronomie et de mathématiques du Kerala a prospéré au cours de cette période avec des érudits tels que Madhava, qui a apporté d'importantes contributions à la trigonométrie et au calcul, et Nilakantha Somayaji, qui a postulé sur les orbitales des planètes.

### Architecture

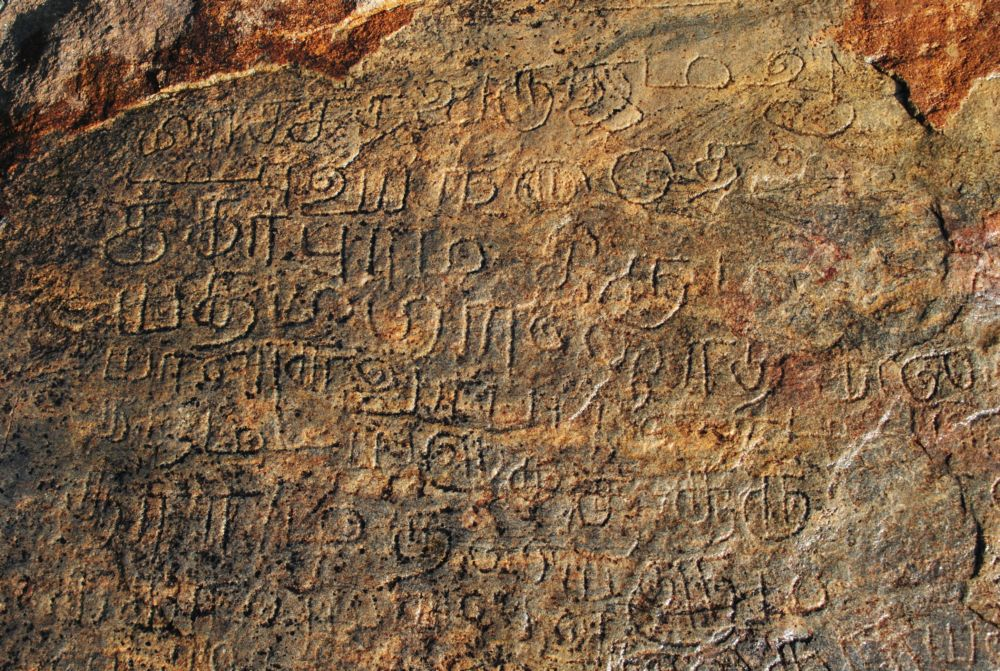
Inscription tamoule de Krishnadevaraya à Sevarapundi, près de Devikapuram (district de Tiruvannamalai).

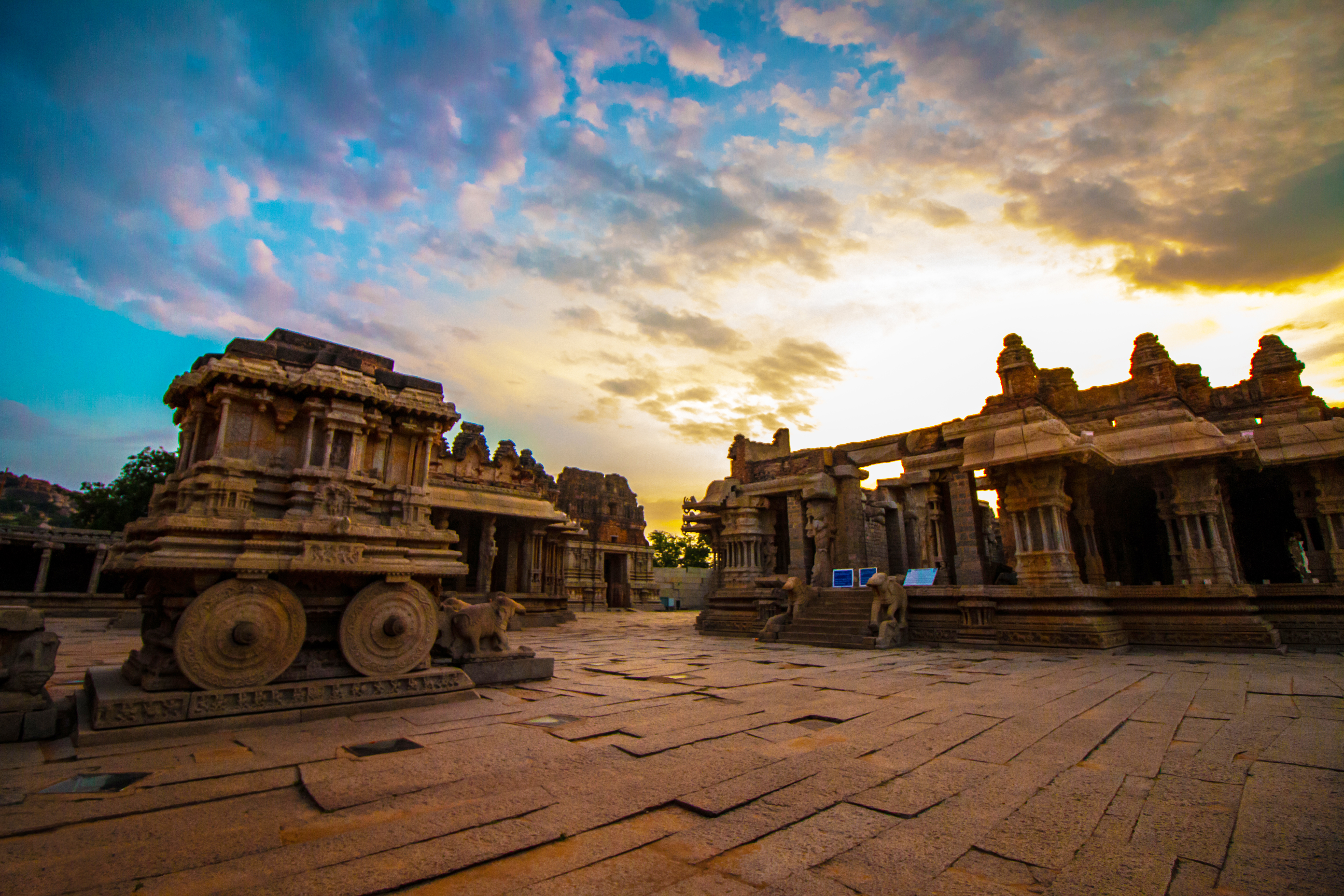
Voiture du temple au temple Vittala à Hampi

L'architecture de Vijayanagara, selon le critique d'art Percy Brown, est une combinaison vibrante et un épanouissement des styles Chalukya, Hoysala, Pandya et Chola, des idiomes qui ont prospéré au cours des siècles précédents. Son héritage de sculpture, d'architecture et de peinture a influencé le développement des arts longtemps après la fin du royaume. Sa marque stylistique est le Kalyanamantapa (salle des mariages), le Vasanthamantapa (salles ouvertes à piliers) et la Rayagopura (tour ou gopura). Les artisans utilisaient le granit dur disponible localement en raison de sa durabilité puisque le royaume est constamment menacé d'invasion. Un théâtre de monuments en plein air dans sa capitale, Vijayanagara, est un site du patrimoine mondial de l'UNESCO.
Au XIVe siècle, les rois ont continué à construire des monuments de style vesara ou Deccan, mais ont ensuite incorporé des gopuras de style Dravida pour répondre à leurs besoins rituels. Le temple Prasanna Virupaksha (temple souterrain) de Bukka et le temple Hazare Rama de Deva Raya sont des exemples de l'architecture du Deccan. L'ornementation variée et complexe des piliers est une marque de leur travail. À Hampi, les temples Vitthala et Hazara Ramaswamy sont des exemples de leur style Kalyanamantapa à piliers. Un aspect visible de leur style est leur retour à l'art simpliste et serein développé par la dynastie Chalukya. La construction du temple de Vitthala a duré plusieurs décennies sous le règne des rois Tuluva.

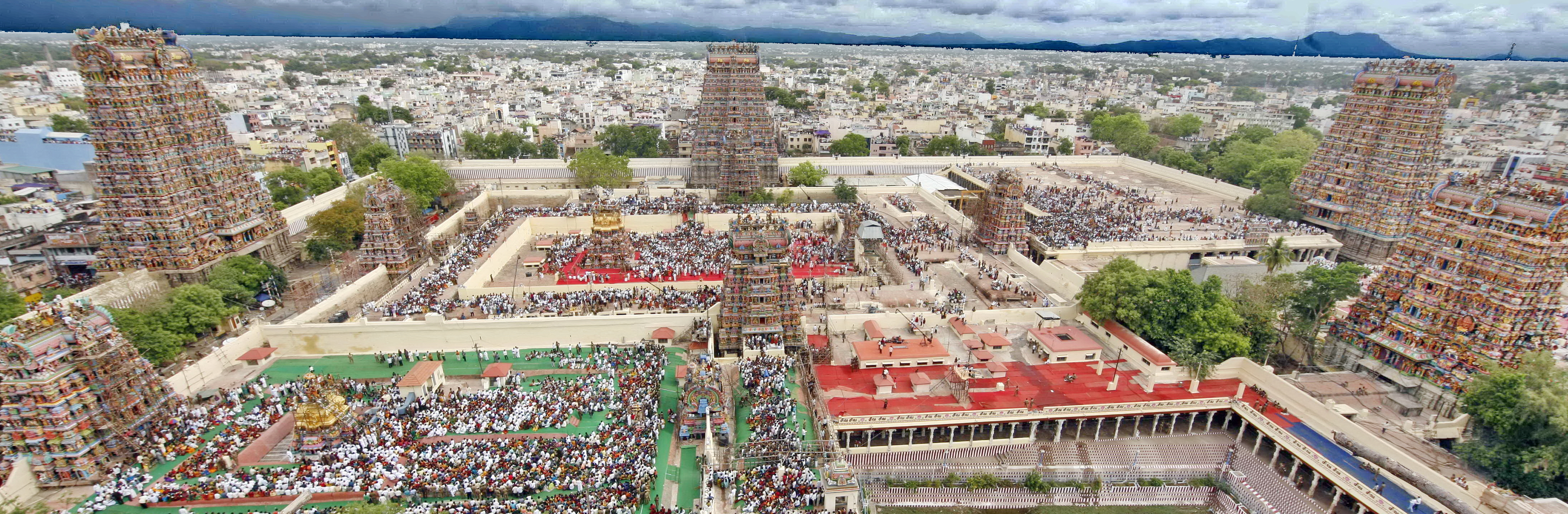
Vue aérienne du temple de Meenakshi, Madurai. Le temple est reconstruit par les dirigeants Nayaks sous le royaume Vijayanagara.

Un autre élément du style Vijayanagara est la sculpture et la consécration de grands monolithes tels que le Sasivekaalu (moutarde) Ganesha et le Kadalekaalu (arachide) Ganesha à Hampi, les monolithes Gommateshwara (Bahubali) à Karkala et Venur, et le taureau Nandi à Lepakshi. Les temples Vijayanagara de Kolar, Kanakagiri, Sringeri et d'autres villes du Karnataka ; les temples de Tadpatri, Lepakshi, Ahobilam, Tirumala et Srikalahasti dans l'Andhra Pradesh ; et les temples de Vellore, Kumbakonam, Kanchi et Srirangam au Tamil Nadu sont des exemples de ce style. L'art de Vijayanagara comprend des peintures murales telles que les Dashavatara (les dix incarnations de Vishnou) et le Girijakalyana (mariage de Parvati, l'épouse de Shiva) dans le temple Virupaksha à Hampi, les peintures murales des Shivapurana (contes de Shiva) au temple Virabhadra à Lepakshi et celles des temples de Kamakshi et de Varadaraja à Kanchi. Ce mélange des styles du sud de l'Inde a abouti à un nouveau langage artistique jamais vu au cours des siècles précédents, une concentration sur les reliefs et la sculpture différente de celle d'avant l'Inde.
Un aspect de l'architecture de Vijayanagara qui montre le cosmopolitisme de la grande ville est la présence de nombreuses structures laïques portant des caractéristiques islamiques. Alors que l'histoire politique se concentre sur le conflit en cours entre le royaume de Vijayanagara et les sultanats du Deccan, le patrimoine architectural reflète une interaction plus créative. Il existe de nombreux arcs, dômes et voûtes qui témoignent de ces influences. La concentration de structures telles que des pavillons, des écuries et des tours suggère qu'elles sont destinées à la royauté. Les détails décoratifs de ces structures peuvent avoir été absorbés dans l'architecture de Vijayanagara au début du XVe siècle, coïncidant avec le règne de Deva Raya I et Deva Raya II. Ces rois sont connus pour avoir employé de nombreux musulmans dans leur armée et leur cour, dont certains sont peut-être des architectes musulmans. Cet échange harmonieux d'idées architecturales a dû se produire lors de rares périodes de paix entre les royaumes hindous et musulmans. La « Grande Plate-forme » (Mahanavami Dibba) présente des sculptures en relief dans lesquelles les personnages semblent avoir les traits du visage de Turcs d'Asie centrale connus pour avoir été employés comme serviteurs royaux.

## Voyageurs

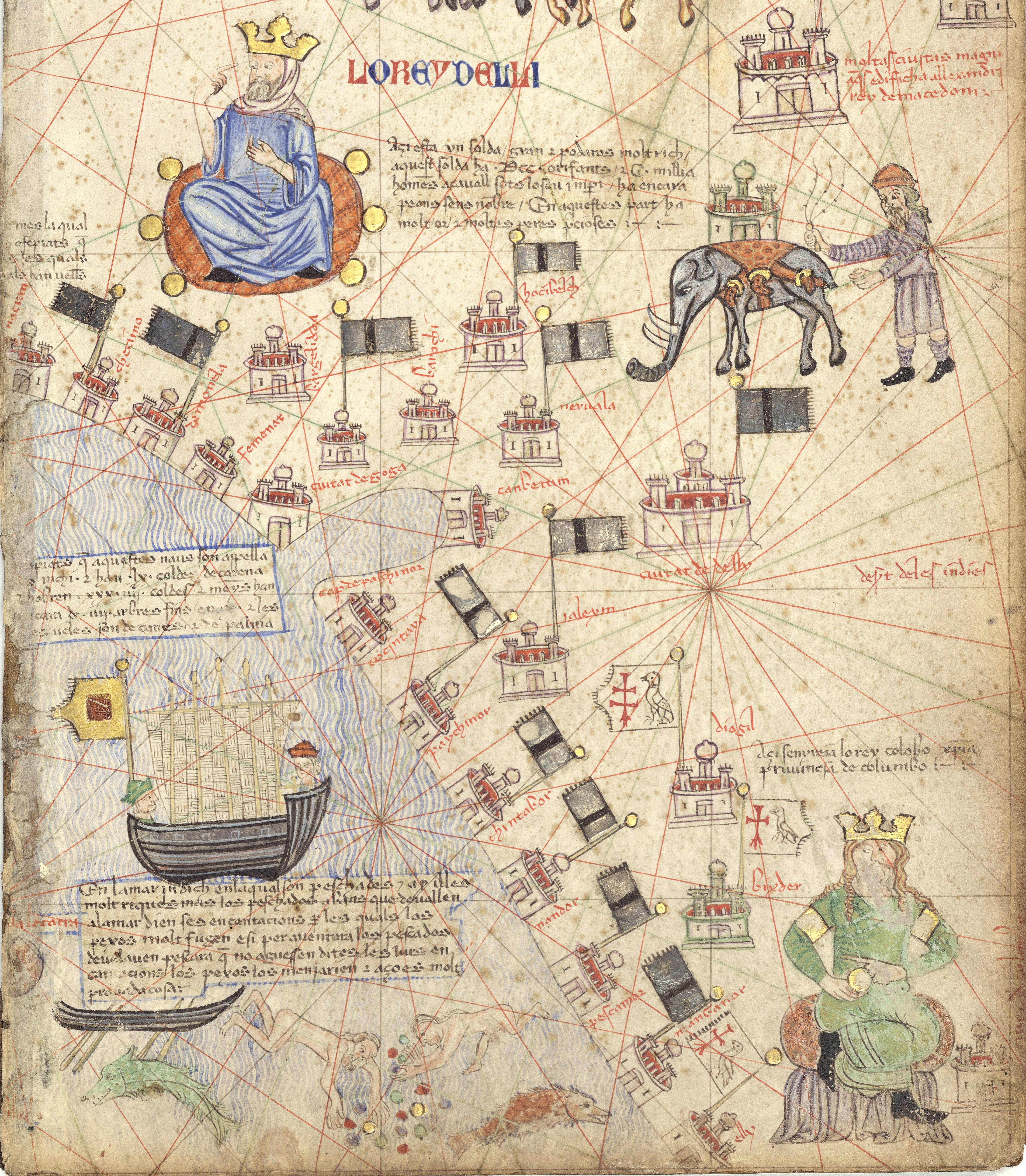
Sultan de Delhi (en haut) et roi de Vijayanagara (en bas), nommé « Roi de Colombo » d'après la ville de Kollam. Sa légende se lit comme suit : Ici règne le roi de Colombo, un chrétien. Il est identifié à tort comme chrétien en raison de la mission chrétienne établie à Kollam par Jordanus depuis 1329.

Dans les mémoires de Niccolò de'Conti, marchand et voyageur italien qui visita Hampi vers 1420, la ville avait une circonférence estimée à 97 km et il intègre l'agriculture et les colonies dans ses fortifications. En 1442, Abdul Razzaq, venu de Perse, la décrivit comme une ville avec sept couches de forts, avec des couches extérieures pour l'agriculture, l'artisanat et la résidence, la troisième à la septième couche intérieure étant très peuplée de magasins et de bazars (marchés).
En 1520, Domingo Paes, un voyageur portugais, visite Vijayanagara dans le cadre d'un contingent commercial en provenance de Goa portugaise. Il a écrit ses mémoires sous le titre Chronica dos reis de Bisnaga, dans lequel il déclare que Vijayanagara est « aussi grande que Rome et très belle à voir »,.
Cesare Federici, un marchand et voyageur italien, a visité le pays quelques décennies après la défaite et l'effondrement du royaume de Vijayanagara en 1565. Selon Sinopoli, Johansen et Morrison, Federici l’a décrit comme une ville très différente. Elle n'est pas entièrement détruite mais est vide.
L'historien Will Durant, dans son ouvrage Our Oriental Heritage: The Story of Civilization, récite l'histoire de Vijayanagara et qualifie sa conquête et sa destruction d'histoire décourageante.

## Liste des rois de Vijayanagara

### Dynastie Sangama
- 1336-1353 : Harihara Ier
- 1353-1379 : Bukka Ier (en)
- 1379-1404 : Harihara II (en)
- 1406-1422 : Deva Râya Ier (en)
- 1422-1422 : Ramachandra Raya (en)
- 1422-1424 : Veera Vijaya Bukka Raya (en)
- 1424-1446 : Deva Râya II (en)
- 1447-1465 : Mallikarjuna Raya (en)
- 1465-1486 : Virûpâksha (en)

### Dynastie Saluva
- 1486-? : Sâluva Narasimha (en), usurpateur Sâluva
- ?-1491 : Thimma Bhupala (en)
- 1491-1505 : Immadi Narasimha (en)

### Dynastie Tuluva
- 1505-1509 : Narasa Nâyaka (en) usurpateur Tuluva
- 1509-1530 : Krishna Deva Râya
- 1530-1542 : Achyutadevarâya (en)
- 1542-1542 : Venkata Ier (en)
- 1542-1543 : Tirumala Ier (en)
- 1543-1543 : Shadâshivarâya
- 1543-1565 : Sadashiva (en). (usurpateur)
- 1565-1570 : Shadâshivarâya (second règne)

### Dynastie Aravidu
- 1570-1572 : Tirumala II (en), frère de Ramarâya (en)
- 1572-1585 : Sri Ranga (en)
- 1586-1614 : Venkata II (en)
- 1614-1615 : Sri Ranga II (en)
- 1615-1633 : Rama Devaraya (en)
- 1633-1646 : Venkata III Devaraya (en)
- 1646-1672 : Sri Ranga III Devaraya (en)

## Voir également
- Vijayanagara
- Hampi
- Vidyaranya
- Krishnadevaraya
- Sultanat de Bahmani
- Histoire de l'Inde

- Région métropolitaine de Vijayanagara